# فهرست بازی‌های بین‌المللی باشگاه فوتبال استقلال تهران

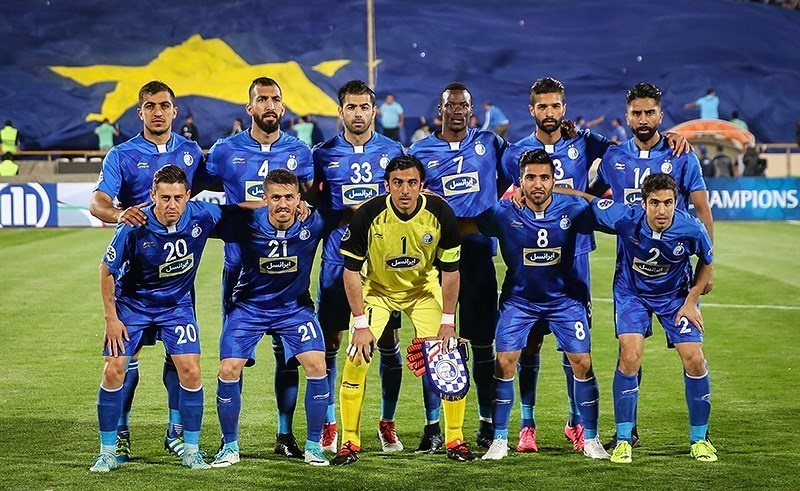
استقلال تهران در لیگ قهرمانان آسیا ۲۰۱۸

باشگاه فوتبال استقلال تهران یک باشگاه فوتبال حرفه‌ای ایرانی است که در ۴ مهر ۱۳۲۴ با نام نخستین دوچرخه‌سواران تاسیس شد. این باشگاه در ۱ اسفند ۱۳۲۸ با رای‌گیری اعضای هیئت مدیره‌اش به تاج تغییر نام داد. نام این باشگاه یک بار دیگر و در فروردین ۱۳۵۸ به عنوان یکی از عواقب انقلاب ۱۳۵۷ ایران به استقلال تغییر یافت و تاکنون نیز با همین نام فعالیت دارد. این تیم نخستین بازی بین‌المللی‌اش در خارج از ایران را در مرداد ۱۳۲۹ و در سفری به افغانستان انجام داد و جدیدترین حضور بین‌المللی این تیم لیگ قهرمانان آسیا ۲۰۲۰ است.

## پیشینه

### ۵۷–۱۳۲۹: تاج در عرصه بین‌المللی

یاران تاج و تیم ارتش قفقاز پیش از یک بازی دوستانه در ۱۳۳۶

تیم دوچرخه‌سواران در اسفند ۱۳۲۶ در سفری به آبادان با تیم انگلیسی‌های مقیم آبادان روبرو شد. این بازی را می‌توان نخستین بازی بین‌المللی این تیم نامید. اما نخستین بازی بین‌المللی تاج در خارج از ایران در شهریور ۱۳۲۹ و در جشن استقلال افغانستان در کابل بود. تاج به دعوت سفیر افغانستان در ایران در این مسابقات حاضر شد و توانست یک پیروزی برابر تیم ملی افغانستان کسب کند. دیگر بازی این تیم نیز با شکست برابر تیم دانشگاه کابل به پایان رسید. این سفر در مجموع یک ماه به طول انجامید و نخستین سفر بین‌المللی یک باشگاه فوتبال ایرانی بود.
در دهه ۱۳۳۰ و سال‌های نخست دهه ۱۳۴۰ خورشیدی تاج در جام‌های بین‌المللی حضور نیافت و بازی‌های بین‌المللی این تیم تنها محدود به دیدارهای دوستانه در برابر تیم‌های باشگاهی و ملی خارجی که به ایران سفر می‌کردند و یا حضور دوستانه در خارج از ایران می‌شد. تاج در این سال‌ها با تیم‌های مختلفی بازی کرد اما در بیشینه این بازی‌ها مغلوب حریفان خود شد که معمولاً تیم‌های قدرتمندی بودند و در برابر سایر تیم‌های ایرانی نیز پیروزی‌های آسانی کسب می‌کردند. در این سال‌ها تعدادی از بازیکنان تیم تاج و تیم‌های دیگر به ویژه شاهین نیز تیم منتخبی تشکیل می‌دادند و در مقابل این حریف‌های خارجی به میدان می‌رفتند.

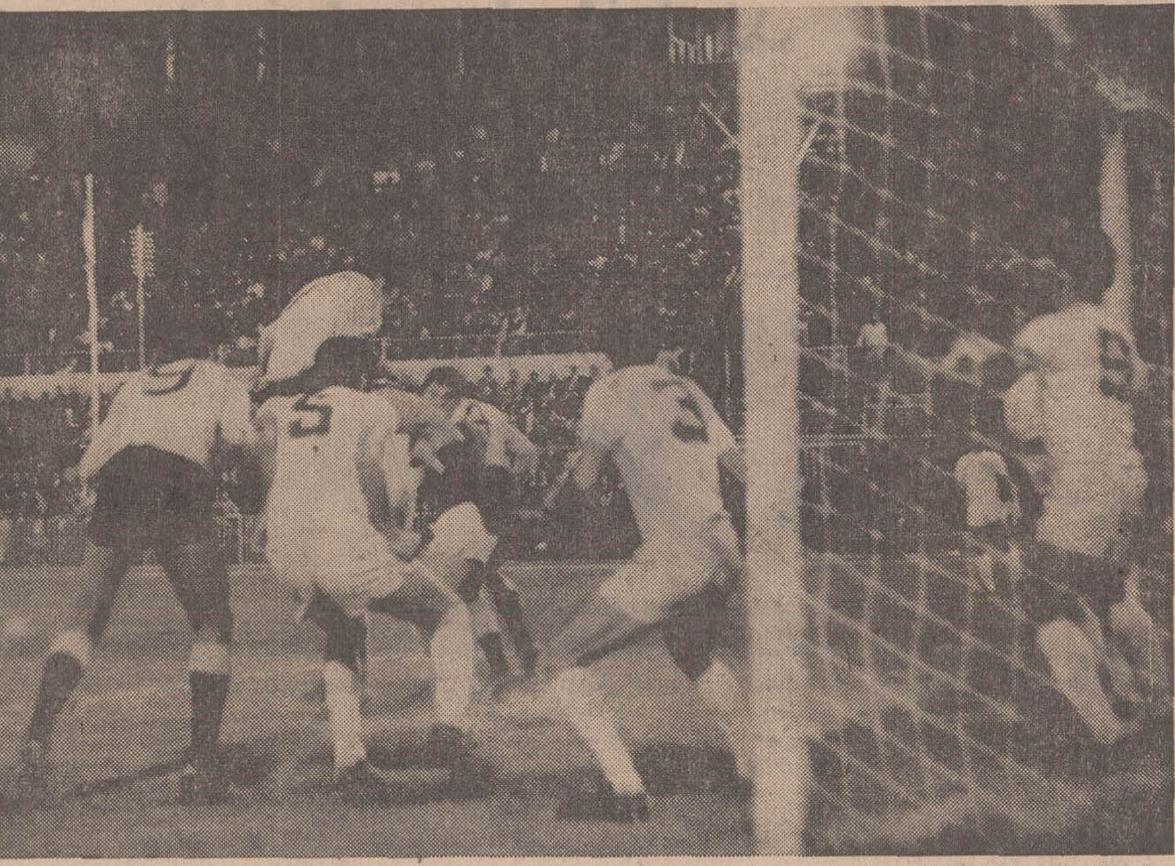
لحظه به ثمر رسیدن گل تساوی تاج در برابر هاپوئل اسرائیل در فینال مسابقات باشگاهی قهرمانی آسیا ۱۹۷۰ توسط غلام وفاخواه

در سال ۱۳۴۸ تاج در جام میلز هند حضور یافت و موفق به کسب عنوان قهرمانی در این بازی‌ها شد. این قهرمانی نخستین قهرمانی یک تیم ایرانی در یک جام بین‌المللی نیز بود. سال بعد و در فروردین ۱۳۴۹ تاج که به عنوان نماینده ایران در مسابقات باشگاهی قهرمانی آسیا ۱۹۷۰ شرکت کرد. این مسابقات که به نمایندگی خود تیم تاج و در ورزشگاه امجدیه انجام شد در نهایت با قهرمانی تاج به پایان رسید تا برای نخستین بار یک تیم ایرانی قهرمانی آسیا شود و یکی از با ارزش‌ترین عناوین قهرمانی این باشگاه کسب شود. سال بعد و در بهار ۱۳۵۰ تاج که قهرمان جام منطقه‌ای ایران ۱۳۴۹ شده بود به عنوان نماینده ایران باز هم در مسابقات قهرمانی باشگاهی آسیا حاضر شد اما نتوانست از مقام قهرمانی‌اش دفاع کند و به عنوانی بهتر از سومی در مسابقات باشگاهی قهرمانی آسیا ۱۹۷۱ دست نیافت. در این سال‌ها تاج سه بار دیگر در جام میلز هند شرکت کرد و توانست در سال‌های ۱۳۴۹ و ۱۳۵۰ قهرمان این مسابقات شود پر در سال ۱۳۵۱ نیز در این مسابقات شرکت کرد اما در حالی که به دیدار نهایی نیز رسیده بود به دلیل تداخل برنامه این بازی‌ها با مسابقات دیگر پیش از برگزاری دیدار نهایی از هند به ایران بازگشت.
در ادامه دهه ۱۳۵۰ و پس از عدم برگزاری مسابقات قهرمانی باشگاهی آسیا و همچنین عدم حضور تیم تاج در مسابقات جام میلز حضور بین‌المللی تیم تاج محدود به بازی‌های دوستانه برابر تیم‌هایی که به ایران می‌آمدند و معدود سفرهای خارجی این تیم شد. از معروف‌ترین تیم‌های خارجی که به ایران سفر کردند می‌توان به هامبورگ آلمان، زسکا مسکو شوروی و چلسی انگلستان اشاره کرد. بازی با این‌گونه تیم‌ها معمولاً برای تیم تاج درآمدزایی خوبی به همراه داشت اما به دنبال انقلاب ۱۳۵۷ ایران و آغاز جنگ ایران و عراق سفر تیم‌های خارجی به ایران قطع شد و برگزاری این‌گونه بازی‌ها نیز به دست فراموشی سپرده شد.

### ۶۸–۱۳۵۸: حضور کم‌رنگ بین‌المللی
در سال‌های دهه ۱۳۶۰ خورشیدی و به عنوان یکی از پیامدهای انقلاب ایران توجه دولت به فوتبال کم شد. جنگ طولانی مدت ایران و عراق نیز دلیل دیگری برای عدم حضور قدرتمند بین‌المللی تیم‌های باشگاهی و ملی ایرانی بود. به همین دلایل در سال‌های نخست این دهه بازی بین‌المللی چندانی در پیشینه تیم استقلال ثبت نشد. در زمستان ۱۳۶۰ استقلال در جام وحدت که در تهران و ورزشگاه شهید شیرودی برگزار شد شرکت کرد. این بازی‌ها با حضور چند تیم ایرانی و تیم‌های ارتش کشورهای عربی برگزار شد. از سال ۱۳۶۸ و با از سرگیری برگزاری لیگ سراسری فوتبال در ایران و توجه مجدد به حضور بین‌المللی تیم‌های ایرانی استقلال نیز مجدداً حضور بین‌المللی پررنگی پیدا کرد و در آبان ۱۳۶۸ بعد از بیش از یک دهه دوباره در جام‌های بین‌المللی از جمله جام‌های میلز و بوردولوی در هند شرکت کرد و توانست عنوان قهرمانی هر دوی این جام‌ها را به دست آورد.

### ۸۱–۱۳۶۹: سال‌های جام باشگاه‌های آسیا

استقلال قهرمان جام میلز ۱۹۸۹

استقلال که قهرمان جام قدس ۶۹–۱۳۶۸ شده بود به عنوان نماینده ایران یک بار دیگر بعد از نوزده سال غیبت پای در آوردگاه جام باشگاه‌های آسیا گذاشت و در نهایت موفق شد قهرمان جام باشگاه‌های آسیا ۹۱–۱۹۹۰ شود تا برای دومین بار این عنوان را از آن خود کند. استقلال سال بعد نیز در مسابقات جام باشگاه‌های آسیا ۱۹۹۱ حاضر شد اما نتوانست از مقام قهرمانی‌اش دفاع کند و در دیدار نهایی و در ضربات پنالتی مغلوب الهلال عربستان شد.
استقلال به دنبال قهرمانی در جام حذفی ایران ۷۵–۱۳۷۴ برای نخستین بار در جام برندگان جام آسیا شرکت کرد اما در جام برندگان جام ۹۷–۱۹۹۶ به مقامی بهتر از چهارمی دست نیافت. در سال‌های بعد استقلال دو مرتبه دیگر نیز در این جام حاضر شد هرگز نتوانست به عنوانی بهتر از چهارمی دست یابد و افتخاراتش در جام باشگاه‌های آسیا را تکرار کند. در سال‌های پایانی دهه ۱۳۷۰ استقلال به دنبال دو قهرمانی دیگر در جام آزادگان دو مرتبه دیگر نیز در مسابقات جام باشگاه‌های آسیا شرکت کرد اما در تکرار عنوان قهرمانی‌اش ناکام بود و یک عنوان دومی در جام باشگاه‌های آسیا ۹۹–۱۹۹۸ و یک عنوان سومی در جام باشگاه‌های آسیا ۰۲–۲۰۰۱ کسب کرد.
حضور استقلال در جام‌های بین‌المللی در ابتدای دهه ۱۳۷۰ باز هم ادامه یافت و استقلال به ویژه به کشورهای عربی همچون قطر، امارات و کویت سفر کرد و در مسابقاتی همچون جام استقلال قطر و جام وحدت امارات حضور یافت. در سال‌های میانی دهه ۱۳۷۰ و به ویژه در دو فصل ۷۶–۱۳۷۵ و ۷۷–۱۳۷۶ استقلال بارها به عنوان مهمان در جام‌های دوستانه بین‌المللی شرکت کرد که از میان آن‌ها می‌توان به جام خزر و جام پرزیدنت ترکمنستان اشاره کرد. قهرمانی استقلال در جام پرزیدنت ترکمنستان نخستین و تا به امروز تنها عنوان قهرمانی یک تیم ایرانی در یک جام بین‌المللی و با حضور تیم‌های اروپایی هست. استقلال در دیدار فینال این جام موفق شد در ضربات پنالتی تیم زسکا مسکو روسیه را مغلوب کند.

### هم‌اکنون–۱۳۸۱: سال‌های لیگ قهرمانان آسیا

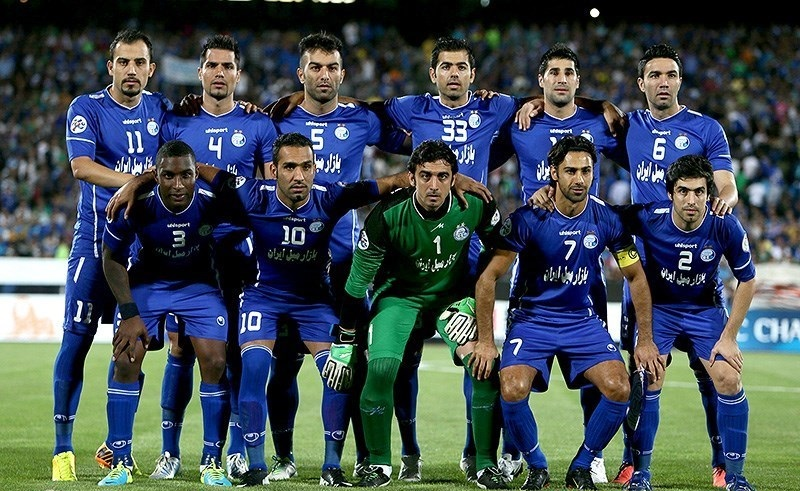
استقلال در مرحله یک چهارم نهایی لیگ قهرمانان آسیا ۲۰۱۳ برابر بوریرام تایلند در تابستان ۱۳۹۲

از ابتدای فصل ۰۳–۲۰۰۲ کنفدراسیون فوتبال آسیا با تغییر در نحوه برگزاری جام باشگاه‌های آسیا لیگ قهرمانان آسیا را پای‌گذاری کرد. استقلال در همان فصل ۰۳–۲۰۰۲ در این مسابقات حاضر شد اما موفق به صعود از گروهش نشد. این تیم در سال‌های بعد در دهه‌های ۱۳۸۰ و ۱۳۹۰ خورشیدی نه مرتبه دیگر در این مسابقات حاضر شد اما هنوز موفق به تکرار قهرمانی‌هایش در سال ۱۹۷۰ و ۹۱–۱۹۹۰ نشده است و بهترین عنوان این تیم یک بار حضور در نیمه نهایی لیگ قهرمانان آسیا ۲۰۱۳ است.
استقلال در سال‌های نخست دهه ۱۳۸۰ چند بار دیگر در جام دوستانه بین‌المللی شرکت کرد. جام چهارجانبه مشهد که در مهر ۱۳۸۰ و جام دوستی عربستان که در مرداد ۱۳۸۱ برگزار شدند از جمله این مسابقات بودند. اما در سال‌های بعد حضور استقلال در جام‌های دوستانه کم‌رنگ شد.
از اواخر دهه ۱۳۷۰ بدین سو استقلال در دوران آمادگی پیش فصل به اردوهای خارجی در کشورهای مختلف همچون ترکیه، آلمان و یوگسلاوی رفت. استقلال در زمان حضور در این کشورها دیدارهای دوستانه و تمرینی با تیم‌های حاضر در شهر برگزاری اردوهایش انجام می‌دهد. این دیدارها معمولاً با تیم‌های معروفی برگزار نمی‌شوند و به دلیل برگزاری در پیش‌فصل و دوران بدن‌سازی تیم‌ها کیفیت چندانی نیز ندارند. از مهم‌ترین حریفان استقلال در این بازی‌ها می‌توان به دینامو کیف اوکراین و بورسااسپور ترکیه اشاره کرد.

## بازی‌های رسمی

### مسابقات باشگاهی قهرمانی آسیا ۱۹۷۰
| ۱۲ فروردین ۱۳۴۹ مرحله گروهی | تاج                                        | ۳ – ۰ | هومنتمن لبنان | تهران           |
|                             | غ. مظلومی ۵۵' · وفاخواه ۵۹' · ف. معینی ۶۹' |       |               | ورزشگاه: امجدیه |

| ۱۶ فروردین ۱۳۴۹ مرحله گروهی | استقلال     | ۰ - ۳ | سلانگور                         | تهران ، ایران   |
|                             | مظلومی ۷' · |       | مظلومی ۱۷' · goal3=مظلومی ۵۳' · | ورزشگاه: امجدیه |

نیمه‌نهایی فروردین ۱۳۴۹تاج‌دو باشگاه مدان اندونزی‌یک 
| ۲۱ فروردین ۱۳۴۹ فینال | تاج                        | ۲ – ۱ (و.ا.) | هاپوئل تل‌آویو | تهران           |
|                       | وفاخواه ۸۳' · م. معینی ۹۲' |              | هازوم ۶۹'     | ورزشگاه: امجدیه |

### مسابقات باشگاهی قهرمانی آسیا ۱۹۷۱
| ۱ فروردین ۱۳۵۰ بازی گروه‌بندی                            | تاج               | ۲ – ۰ |  | بانکوک، تایلند               |
|                                                         | غ.مظلومی ۲۳'، ۸۱' |       |  | ورزشگاه: استادیوم ملی تایلند |
| یادداشت: این بازی برای تعیین گروه‌بندی مسابقات برگزار شد |                   |       |  |                              |

| ۴ فروردین ۱۳۵۰ مرحله گروهی | تاج              | ۲ – ۱ | ارتش کره‌جنوبی   | بانکوک، تایلند               |
|                            | حاج‌قاسم ۴۳'، ۶۷' |       | لیم تائه چو ۴۶' | ورزشگاه: استادیوم ملی تایلند |

| ۶ فروردین ۱۳۵۰ مرحله گروهی                             | تاج | ۰ – ۰ | العربی کویت | بانکوک، تایلند               |
|                                                        |     | منبع  |             | ورزشگاه: استادیوم ملی تایلند |
| یادداشت: گل دقیقه ۷۷ تیم تاج توسط داور آفساید اعلام شد |     |       |             |                              |

| ۸ فروردین ۱۳۵۰ مرحله گروهی | تاج                                   | ۳ – ۰ | پراک فا مالزی | بانکوک، تایلند               |
|                            | مژدهی ۷۷'، ۸۹' · جانملکی ۸۳' (پنالتی) | منبع  |               | ورزشگاه: استادیوم ملی تایلند |

| ۱۱ فروردین ۱۳۵۰ بازی نیمه نهایی | تاج | ۰ – ۲ | الشرطه عراق                       | بانکوک، تایلند               |
|                                 |     |       | مونیام حسین ۶' · شاکر اسماعیل ۸۱' | ورزشگاه: استادیوم ملی تایلند |

| ۱۳ فروردین ۱۳۵۰ بازی رده‌بندی | تاج                                    | ۳ – ۲ | ارتش کره‌جنوبی                       | بانکوک، تایلند               |
|                              | غ.مظلومی ۲۱' · حاج‌قاسم ۵۷' · جباری ۸۰' | منبع  | چونک کیو بونک ۶۳' · لیم تائه چو ۸۸' | ورزشگاه: استادیوم ملی تایلند |

### جام باشگاه‌های آسیا ۹۱–۱۹۹۰
| ۵ مرداد ۱۳۶۹ مرحله گروهی | السد قطر     | ۱–۱ | استقلال                     | دوحه، قطر                                          |
|                          | نامجومطلق ۳' |     | مرفاوی ۳' · بیانی · افتخاری | ورزشگاه: ورزشگاه القطر دوحه داور: یوسف شریف العلوی |

| ۱۲ مرداد ۱۳۶۹ مرحله گروهی | استقلال    | ۱–۰ | السد قطر | تهران، ایران                               |
|                           | مرفاوی ۸۶' |     |          | ورزشگاه: ورزشگاه آزادی تهران داور: نزاواجی |

| ۲۸ تیر ۱۳۷۰ ۱/۴ نهایی | استقلال                | ۲–۱ | ۲۵ آوریل کره‌شمالی | داکا، بنگلادش                  |
|                       | سرخاب ۳۳' · مرفاوی ۳۶' |     | پارک میون مون ۴۸' | ورزشگاه: ملی بنگاباندو داور: ؟ |

| ۳۰ تیر ۱۳۷۰ ۱/۴ نهایی | استقلال | ۰-۲ | بانک بانکوک تایلند   | داکا، بنگلادش                          |
|                       | ؟       |     | مدافع بانکوک بانک '؟ | ورزشگاه: ملی بنگاباندو داور: یوسف محمد |

| ۱ مرداد ۱۳۷۰ ۱/۴ نهایی | محمدان بنگلادش    | ۱–۱ | استقلال                                    | داکا، بنگلادش                         |
|                        | فاضل محمد حسن ۲۶' |     | نعلچگر ۶۵' · مرفاوی · غفوریهای اصل · بیانی | ورزشگاه: ملی بنگاباندو داور: سلیم سعد |

score = 0-1 v  پجلیتاشوف پشکوروف شغیری باروکوف امید
| ۵ مرداد ۱۳۷۰ نیمه‌نهایی | استقلال score = 0-1                    | v | پجلیتاشوف پشکوروف شغیری باروکوف امید | داکا، بنگلادش          |
|                        | سرخاب ۲۱' · بیانی ۲۵' · سرخاب · نعلچگر |   |                                      | ورزشگاه: ملی بنگاباندو |

| ۷ مرداد ۱۳۷۰ فینال | استقلال                  | ۲–۱ | لیائونینگ چین | داکا، بنگلادش          |
|                    | حسن‌زاده ۲۲' · مرفاوی ۷۵' |     | ژونگ هوی ۵۰'  | ورزشگاه: ملی بنگاباندو |

### جام باشگاه‌های آسیا ۱۹۹۱
| ۲۴ آبان ۱۳۷۰ مقدماتی | التلال یمن | ۰-۰ | استقلال | عدن، یمن           |
|                      |            |     |         | ورزشگاه: ؟ داور: ؟ |

| ۱ آذر ۱۳۷۰ مقدماتی | استقلال | ۵–۰ | التلال یمن | تهران، ایران                            |
|                    |         |     |            | ورزشگاه: آزادی تهران داور: اسحاق ابوعلی |

| ۲۴ آذر ۱۳۷۰ ۱/۴ نهایی | استقلال | ۰–۱ | الهلال عربستان | دوحه، قطر                       |
|                       | پارسا   |     | الثنایان ۶۳'   | ورزشگاه: نادی العربی داور: وانگ |

| ۲۶ آذر ۱۳۷۰ ۱/۴ نهایی | استقلال   | ۱–۱ | ۲۵ آوریل کره‌شمالی | دوحه، قطر                             |
|                       | سرخاب ۴۵' |     | کانگ سون ایل ۱۵'  | ورزشگاه: نادی العربی داور: محمد سنجوب |

| ۲۹ آذر ۱۳۷۰ نیمه‌نهایی | الریان قطر                        | ۱–۲ | استقلال                                    | دوحه، قطر                              |
|                       | فیصل آدم محمود ۸' · راشد شامی '۹۰ |     | چنگیز ۸۷' · سرخاب ۸۹' · مرفاوی · بیانی '۹۰ | ورزشگاه: نادی العربی داور: حسام الشامی |

| ۱ دی ۱۳۷۰ فینال                                | استقلال                                              | ۱–۱ (۲–۳ پنالتی)                                       | الهلال عربستان | دوحه، قطر                       |
|                                                | هاشمی‌مقدم ۵۸' · بیانی ، ورمزیار · حسن‌زاده ، موسوی‌نیا |                                                        | الحبشی ۷۲'     | ورزشگاه: نادی العربی داور: وانگ |
|                                                | ضربات پنالتی                                         |                                                        |                |                                 |
| حسن‌زاده · ورمزیار · فنونی‌زاده · مرفاوی · سرخاب |                                                      | حسن الحبشی · یوسف الثنایان · یوسف الجاسم · منصور الحمد |                |                                 |

منبع

### جام برندگان جام آسیا ۹۷–۱۹۹۶
| ۹ شهریور ۱۳۷۵ مرحله نخست رفت                       | نوبهار نمنگان                                            | ۱-۴   | استقلال              | نمنگان                   |
|                                                    | شات سیح ۲۰'، ۶۱' (پنالتی) · دل محمداف‌ ۴۵' · ماگامتوس ۷۰' | گزارش | ورمزیار ۴۸' (پنالتی) | ورزشگاه: نمنگان ازبکستان |
| یادداشت: خطای پنالتی بر روی بهروز پرورشخواه رخ داد |                                                          |       |                      |                          |

| ۱۶ شهریور ۱۳۷۵ مرحله نخست برگشت | استقلال                                                             | ۳ – ۰ | نوبهار نمنگان                                       | تهران                                                           |
| | ورمزیار ۱۹' · مرفاوی ۲۸' · منصوریان ۸۵' · ورمزیار · پاشازاده · نوری | گزارش | مگ مدوف · یرالیف · شریف · توروسنوف‌ '؟ · اسدالایف‌ '؟ | ورزشگاه: آزادی تهران تماشاگران: ۱۰۰٬۰۰۰ داور: فلاح معقی (عراقی) |
| یادداشت: پنالتی اول به خاطر خطا بر روی ورمزیار و پنالتی دوم به خاطر خطا بر روی پرورشخواه اعلام شد منصوریان در ریباند پنالتی دوم ورمزیار موفق به گلزنی شد استقلال به خاطر گل زده در خانه حریف به مرحله بعد صعود کرد |                                                                     |       |                                                     |                                                                 |

| ۱۸ آبان ۱۳۷۵ ۱/۴ نهایی | استقلال       | ۱ – ۰ | اورداباسی قزافستان | تهران                                                         |
|                        | نعمتی‌نژاد ۴۷' | گزارش |                    | ورزشگاه: آزادی تهران تماشاگران: ۵۰٬۰۰۰ داور: خالد دلو (سوریه) |

| ۲۲ آبان ۱۳۷۵ ۱/۴ نهایی                                                                               | اورداباسی قزافستان | ۱ – ۱ | استقلال    | تهران                                  |
| | سامد دربيزبايف‌ ۱۷' | گزارش | مرفاوی ۷۳' | ورزشگاه: آزادی تهران تماشاگران: ۳۰٬۰۰۰ |
| یادداشت: طبق توافقی که بین مسئولان دو باشگاه انجام شد بازی برگشت نیز در ورزشگاه آزادی تهران انجام شد |                    |       |            |                                        |

| ۴ آذر ۱۳۷۵ نیمه‌نهایی | الهلال عربستان | ۰ – ۰ (۵ – ۴ پنالتی)                                        | استقلال | ریاض             |
|                      |                | گزارش                                                       |         | ورزشگاه: ملک فهد |
|                      | ضربات پنالتی   |                                                             |         |                  |
|                      |                | منصوریان · اختر · پرورشخواه · اکبریان · نعمتی‌نژاد · غلامپور |         |                  |

| ۶ آذر ۱۳۷۵ رده‌بندی                                            | استقلال | ۰ –۱  | اولسان هیوندای کره‌جنوبی | ریاض             |
|                                                               |         | گزارش | چونگ میل ۱۵' ·          | ورزشگاه: ملک فهد |
| یادداشت: بهزاد غلامپور در این بازی یک ضربه پنالتی را مهار کرد |         |       |                         |                  |

### جام باشگاه‌های آسیا ۹۹–۱۹۹۸
منبع
| ۱۷ مهر ۱۳۷۷ 1/8 نهایی | نیروی هوایی عراق | ۱ – ۱ | استقلال     | بغداد، عراق          |
|                       | ابوسهیل ۷۱'      | گزارش | موسوی ۲+۹۰' | ورزشگاه: الشعب بغداد |

| ۱ آبان ۱۳۷۷ 1/8 نهایی | استقلال                 | ۲ – ۰ | نیروی هوایی عراق        | تهران، ایران                                |
|                       | اکبرپور ۳۵' · مومنی ۴۴' | گزارش | ولید آجیل کاظم علی صالح | ورزشگاه: آزادی تهران داور: محمد یحیی سانهوپ |

| ۶ اسفند ۱۳۷۷ 1/4 نهایی | استقلال                                                   | ۲ – ۱ | الهلال عربستان                                  | العین، امارات                                |
|                        | مجیدی ۱۳' · دین‌محمدی ۳۹' · حسن‌زاده '۴۵ · مجیدی · دین‌محمدی | گزارش | بشار عبدالله ۴۷' · نواف التمیاط · عبداله دوساری | ورزشگاه: طحنون بن محمد داور: ماسایوشی اوکادا‏‎ |

| ۸ اسفند ۱۳۷۷ 1/4 نهایی | العین امارات          | ۰ – ۱ | استقلال                          | العین، امارات                  |
|                        | رشید داوودی فاکر حمید | گزارش | اکبرپور ۷۱' · فکری · بختیاری‌زاده | ورزشگاه: طحنون بن محمد داور: ؟ |

| ۱۰ اسفند ۱۳۷۷ 1/4 نهایی | استقلال     | ۰ – ۱ | کپه‌داغ ترکمنستان                    | العین، امارات                          |
|                         | خرمگاه‎ چینی‎ | گزارش | ولادمیر خالیکوف ۷۱' · اکتیف‎ · کولیف‎ | ورزشگاه: طحنون بن محمد داور: سری رایان |

| ۸ اردیبهشت ۱۳۷۸ نیمه‌نهایی | استقلال                                                | ۴ – ۳ (و. ا) | دالیان چین                       | تهران، ایران                         |
|                           | فکری ۴۴' · موسوی ۵۲'، ۱۱۰' · اکبرپور ۸۶' · بختیاری‌زاده | گزارش        | یانگ سونگ ۶۰'، ۶۵' · لی مینگ ۷۵' | ورزشگاه: آزادی تهران داور: محمد کوسا |

| ۱۰ اردیبهشت ۱۳۷۸ فینال | استقلال score = ۱ – ۲ | v | جوبیلو ایواتا ژاپن                   | تهران، ایران                        |
|                        | دین‌محمدی ۶۵' · فکری   |   | سوزوکی ۳۴' · ناکایاما ۳+۴۵' · نانامی | ورزشگاه: آزادی تهران داور: عمر محنا |

### جام برندگان جام آسیا ۲۰۰۰–۱۹۹۹
| ۵ شهریور ۱۳۷۸ ۱/۱۶ نهایی | استقلال | ۷ - ۰ | هومنتمن لبنان | تهران                                |
|                          |         | گزارش |               | ورزشگاه: آزادی تهران داور: قادر حاجی |

| ۲۵ شهریور ۱۳۷۸ ۱/۱۶ نهایی | هومنتمن لبنان | ۰ – ۸ | استقلال | بیروت                             |
|                           |               | گزارش |         | ورزشگاه: برج حمود داور: فهد دامسی |

| ۵ آذر ۱۳۷۸ ۱/۸ نهایی                                                    | الاتحاد عربستان         | ۱ – ۰ | استقلال       | جده                                           |
|                                                                         | حمزه ادریس ۲۷' (پنالتی) | گزارش | همدانی زرینچه | ورزشگاه: خالی الوفاض جده داور: عبدالله الحجمی |
| یادداشت: خطای پنالتی توسط هادی طباطبایی بر روی روبرتو دونادونی انجام شد |                         |       |               |                                               |

| ۱۲ آذر ۱۳۷۸ ۱/۸ نهایی | استقلال  | ۱ – ۱ | الاتحاد عربستان     | تهران                                 |
|                       | فکری ۷۵' | گزارش | محمد صالح هساوی ۹۰' | ورزشگاه: آزادی تهران داور: محمود عباس |

### جام برندگان جام آسیا ۰۱–۲۰۰۰
| ۲۴ شهریور ۱۳۷۹ 1/16 نهایی | الوحده امارات                              | ۳–۲   | استقلال                        | ابوظبی، امارات            |
|                           | الامین کونته ۵' · جیری ۷۰' · بشیر سعید ۸۸' | گزارش | واحدی‌نیکبخت ۶۷' · هاشمی‌نسب ۸۵' | ورزشگاه: آل نهیان داور: ؟ |

| ۱ مهر ۱۳۷۹ 1/16 نهایی | استقلال                                                                       | ۴–۰   | الوحده امارات | تهران، ایران                         |
|                       | مجیدی ۳'، ۷۰' · همدانی ۴۵' · اکبرپور ۷۵' · سامره · مجیدی · واحدی‌نیکبخت · فکری | گزارش |               | ورزشگاه: آزادی تهران داور: مرشود حسن‌‏ |

| ۱۳ آبان ۱۳۷۹ 1/8 نهایی | السد قطر | ۰–۱   | استقلال                                | دوحه، قطر                            |
|                        |          | گزارش | سامره ۷۱' · مجیدی · دین‌محمدی · اکبرپور | ورزشگاه: الدوم قطر داور: نصرالله حاج |

| ۲۷ آبان ۱۳۷۹ 1/8 نهایی | استقلال                                    | ۲–۱   | السد قطر             | تهران، ایران                             |
|                        | مجیدی ۱۲' · واحدی‌نیکبخت ۲۳' · فکری · مجیدی | گزارش | فهد محمد الکواری ۶۳' | ورزشگاه: آزادی تهران داور: صباح قاسم خلف |

score      =۱-۱ v  استقلال
| ۱۲ اسفند ۱۳۷۹ 1/4 نهایی | نسف قرشی ازبکستان score =۱-۱ | v     | استقلال | آلماتی، قزاقستان    |
|                         |                              | گزارش |         | داور: بالو سانداراچ |

| ۲۶ اسفند ۱۳۷۹ 1/4 نهایی | استقلال                                                           | ۳–۰   | کایرات قزاقستان | تهران، ایران                              |
|                         | یلوسینوف ۴۹' (گل‌به‌خودی) · دین‌محمدی ۶۴' · سامره ۷۶' · فکری · موسوی | گزارش |                 | ورزشگاه: آزادی تهران داور: علاء عبدالقدیر |

| ۲۷ اردیبهشت ۱۳۸۰ نیمه‌نهایی | الشباب عربستان                                                    | ۳–۲   | استقلال                                                                      | جده، عربستان                                    |
|                            | سعید العویران ۱۶' (پنالتی) · عبداله شهران ۵۷' · خالد الدوساری ۸۷' | گزارش | نوازی ۲۸' (پنالتی) · مومن‌زاده ۶۰' · برومند · زرینچه · مومن‌زاده · واحدی‌نیکبخت | ورزشگاه: شاهزاده عبدالله جده داور: کیم تای یونگ |

| ۲۹ اردیبهشت ۱۳۸۰ رده‌بندی | شیمیزو ژاپن                         | ۳–۱ | استقلال                 | جده، عربستان                 |
|                          | تاکوما کوگا ۱۹' · یوکویاما ۷۶'، ۹۰' |     | واحدی‌نیکبخت ۳۴' · نوازی | ورزشگاه: شاهزاده عبدالله جده |

### جام باشگاه‌های آسیا ۰۲–۲۰۰۱
| ۳۰ آذر ۱۳۸۰ پلی آف | الاتحاد                                                  | ۳ – ۲ | استقلال                                    | جده، عربستان                                 |
|                    | واحدی‌نیکبخت ۳۴' (گل‌به‌خودی) · محمد نور ۳۶' · لاندروما ۷۱' | گزارش | واحدی‌نیکبخت ۱۶' · فکری ۴۵' · خرمگاه · فکری | ورزشگاه: ورزشگاه امیر عبدالله داور: طلعت نجم |

| ۱۴ دی ۱۳۸۰ پلی آف | استقلال                                            | ۲ – ۱ | الاتحاد          | تهران، ایران                             |
|                   | نوازی ۷۰' (پنالتی) · واحدی‌نیکبخت ۹۰' · واحدی‌نیکبخت | گزارش | سرجیو ریکاردو ۶' | ورزشگاه: آزادی تهران داور: محمد نورالدین |

| ۱۷ بهمن ۱۳۸۰ ۱ | الوحده                                                                         | ۳ – ۵ | استقلال                                    | ابوظبی، امارات                 |
|                | دین‌محمدی ۴۱' · اکبرپور ۶۵' · فاطمی ۸۰'، ۸۴' · هاشمی‌نسب ۸۷' · خرمگاه · پاشازاده | گزارش | بن حین رویسی ۱۲' · عبدالرحیم جمعه ۵۰'، ۷۳' | ورزشگاه: آل نهیان داور: اوکادا |

| ۱۹ بهمن ۱۳۸۰ ۲ | استقلال | ۱ – ۱ | نسف قرشی ازبکستان | ابوظبی، امارات                    |
|                | ۵۹' ·   | گزارش | توشپولادف ۲۸'     | ورزشگاه: آل نهیان داور: باسل هاجر |

| ۲۱ بهمن ۱۳۸۰ ۳ | استقلال                                    | ۳ – ۰ | الکویت | ابوظبی، امارات                    |
|                | اکبرپور ۶۵' · فاطمی ۸۰'، ۸۵' · واحدی‌نیکبخت | گزارش |        | ورزشگاه: آل نهیان داور: باسل هاجر |

| ۱۴ فروردین ۱۳۸۱ نیمه‌نهایی | استقلال                 | ۱ – ۲ | آنیانگ ال‌جی                       | تهران، ایران                       |
|                           | بختیاری‌زاده · اکبری ۶۳' | گزارش | مارکوس دنر ۵۷' · آندره سانتوس ۷۲' | ورزشگاه: آزادی تهران داور: لو جونگ |

| ۱۶ فروردین ۱۳۸۱ رده‌بندی | استقلال | ۵ – ۲ | نسف قرشی                                   | تهران، ایران                            |
|                         | برومند  | گزارش | اویبک عثمان خودجائف ۱۲' · ظفر خول‌مرادف ۵۱' | ورزشگاه: آزادی تهران داور: سوبخدین صالح |

منبع

### لیگ قهرمانان آسیا ۰۳–۲۰۰۲
| ۱۷ مهر ۱۳۸۱ پلی‌آف اول | استقلال                  | ۲ – ۰ | الفیصلی اردن        | تهران، ایران                          |
|                       | پاشازاده ۵۷' · فاطمی ۹۰' | گزارش | اسامه طلال صباح '۹۰ | ورزشگاه: تختی تهران داور: لطفلین نائل |

| ۱ آبان ۱۳۸۱ پلی‌آف اول | الفیصلی اردن | ۰ – ۱ | استقلال                       | امان، اردن                          |
|                       |              | گزارش | دین‌محمدی ۴۴' · مجیدی · خرمگاه | ورزشگاه: ملک عبداله داور: عبدالقادر |

| ۲۲ آبان ۱۳۸۱ پلی‌آف دوم | استقلال                             | ۱ – ۰ | نفتچی فرغانه | تهران، ایران                        |
|                        | هاشمی‌نسب ۴۹' · واحدی‌نیکبخت · زرینچه | گزارش |              | ورزشگاه: تختی تهران داور: محمد کوسا |

| ۵ آذر ۱۳۸۱ پلی‌آف دوم | نفتچی فرغانه                   | ۱ – ۲ | استقلال               | فرغانه، ازبکستان                            |
|                      | سرگئی می ۴۹' · امید آساکوف ۵۲' | گزارش | اکبری ۲۵' · مجیدی '۷۵ | ورزشگاه: استقلال فرغانه داور: محمد المرزوقی |

| ۱۸ اسفند ۱۳۸۱ بازی اول | استقلال                             | ۲ – ۱ | السد قطر          | العین، امارات                         |
|                        | سامره ۸' · خطیبی ۶۰' · فکری · سامره | گزارش | سرجیو ریکاردو ۷۲' | ورزشگاه: طحنون بن محمد داور: کامیکاوا |

| ۲۱ اسفند ۱۳۸۱ بازی دوم | استقلال                 | ۲ – ۳ | الهلال عربستان     | العین، امارات                              |
|                        | اکبری ۱۷' · سامره ۴۳' · | گزارش | سوفو ۳۴'، ۷۳'، ۷۸' | ورزشگاه: طحنون بن محمد داور: فخرالدین صالح |

| ۲۴ اسفند ۱۳۸۱ بازی سوم | العین امارات                              | ۳ – ۱ | استقلال                                    | العین، امارات                       |
|                        | فیصل علی ۶۶' · سانوگو ۷۶' · غریب حارب ۷۸' | گزارش | سامره ۷۵' · بختیاری‌زاده · مومن‌زاده · ایوبی | ورزشگاه: طحنون بن محمد داور: لوجونگ |

منبع

### لیگ قهرمانان آسیا ۲۰۰۹
| ۲۱ اسفند ۱۳۸۷ ۱ | الاتحاد                                           | ۲ – ۱ | استقلال                             | جده، عربستان                                                  |
| ۲۱:۰۰           | متعب ۸۷' · ابوچرانه ۹۰+۴' · حدید '۴۵ · الصقری '۵۲ | گزارش | برهانی ۷۷' · طالب‌لو '۷۴ · کاظمی '۹۰ | ورزشگاه: امیر عبداله فیصل تماشاگران: ۱۹٬۰۰۰ داور: ماساکی توما |

| ۲۸ اسفند ۱۳۸۷ ۲ | استقلال                                | ۱ – ۱ | الجزیره                                          | تهران، ایران                                               |
| ۱۵:۰۰ | جانواریو '۳۵ · کاظمی ۳+۴۵' · برهانی ۶۳ | گزارش | بایانو ۱۰' '۴۳ · خاطر '۱۶ · صالح عبداله عبید '۳۴ | ورزشگاه: آزادی تهران تماشاگران: ۴۰٬۰۰۰ داور: روشن ایرماتوف |
| یادداشت: برهانی در بار اول پنالتی را گل کرد ولی داور به دلیل مکث طولانی دستور به تکرار پنالتی داد که در بار دوم دروازه‌بان حریف ضربه برهانی را مهار کرد |                                        |       |                                                  |                                                            |

| ۱۸ فروردین ۱۳۸۸ ۳ | ام صلال                                                 | ۱ – ۰ | استقلال   | دوحه، قطر                                                 |
| ۲۰:۳۰             | فابیو سزار ۶۷' · حبیل '۳ · ابراهیم نادیا '۵۶ · آلوز '۹۰ | گزارش | مجیدی '۷۴ | ورزشگاه: سحیم بن حمد تماشاگران: ۲۰۰۰ داور: مالک عبدالبشیر |

| ۲ اردیبهشت ۱۳۸۸ ۴ | استقلال                                           | ۱ – ۱ | ام صلال                                                      | تهران، ایران                                                    |
| ۱۶:۰۰             | برهانی ۴۴' · کوشکی '۴۵ · اکبرپور '۷۲ · تقی‌پور '۷۹ | گزارش | محمد موسی '۴۴ · مصطفی عدن '۶۹ · قانم ۷۰' · ابراهیم نادیا '۷۱ | ورزشگاه: آزادی تهران تماشاگران: ۲۷٬۱۶۵ داور: عبداله محمد الهلال |

| ۱۵ اردیبهشت ۱۳۸۸ ۵ | استقلال                                                        | ۱ – ۱ | الاتحاد                      | تهران، ایران                                           |
| ۱۷:۰۰              | طالب‌لو '۴۳ · تقی‌پور '۴۸ · حیدری '۷۱ · قربانی '۷۳ · علیزاده ۸۹' | گزارش | ابوچرانه ۸۰' · محمد سالم '۵۸ | ورزشگاه: آزادی تهران تماشاگران: ۱۵٬۸۸۵ داور: محسن بسما |

| ۲۹ اردیبهشت ۱۳۸۸ ۶ | الجزیره                                                               | ۲ – ۲ | استقلال                       | ابوظبی، امارات                                         |
| ۲۱:۰۰              | علی مبخوت ۴۹' · محسن سعد ۷۰' · سلطان صالح '۷۶ · احمد محمد مبارک '۲+۹۰ | گزارش | علیزاده ۷۹' · شکوری ۸۴' '۲+۹۰ | ورزشگاه: محمد بن زاید تماشاگران: ۱٬۶۰۰ داور: سان باوجی |

### لیگ قهرمانان آسیا ۲۰۱۰
| ۴ اسفند ۱۳۸۸ ۱       | الاهلی عربستان | ۱ – ۲  | استقلال        | جده                                                                                 |
| ۲۰:۲۰ (یوتی‌سی ۳:۰۰+) | الراهب ۸۵'     | report | ۱۱'، ۷۵' مجیدی | ورزشگاه: ورزشگاه امیر عبدالله فیصل تماشاگران: ۱۶،۰۰۰ داور: هیرویوشی تاکایاما (ژاپن) |

| ۱۸ اسفند ۱۳۸۸ ۲      | استقلال | ۰ – ۰  | الجزیره امارات | تهران                                                                                 |
| ۱۷:۳۰ (یوتی‌سی ۳:۳۰+) |         | report |                | ورزشگاه: ورزشگاه آزادی تهران، تهران تماشاگران: ۳۲،۰۰۰ داور: چو میونگ-یونگ (کره جنوبی) |

| ۳ فروردین ۱۳۸۹ ۳     | استقلال                     | ۳ – ۰  | الغرافه قطر | تهران                                                                           |
| ۱۷:۳۰ (یوتی‌سی ۴:۳۰+) | مجیدی ۱۳'، ۵۳' · منتظری ۷۹' | report |             | ورزشگاه: ورزشگاه آزادی تهران تماشاگران: ۶۰،۰۰۰ داور: والنتین کوالنکو (ازبکستان) |

| ۱۱ فروردین ۱۳۸۹ ۴    | الغرافه قطر | ۱ – ۱  | استقلال      | دوحه                                                                 |
| ۱۸:۴۵ (یوتی‌سی ۳:۰۰+) | محمود ۴۵+۳' | report | ۵۹' سیدصالحی | ورزشگاه: ورزشگاه الغرافه تماشاگران: ۶،۰۲۳ داور: پیتر گرین (استرالیا) |

| ۲۵ فروردین ۱۳۸۹ ۵    | استقلال                  | ۲ – ۱  | الاهلی عربستان      | تهران                                                                 |
| ۱۷:۳۰ (یوتی‌سی ۴:۳۰+) | سیدصالحی ۲۵' · صادقی ۴۴' | report | ۳۶' (پنالتی) سیموئز | ورزشگاه: ورزشگاه آزادی تهران تماشاگران: ۶۴،۸۴۰ داور: سان بائوجی (چین) |

| ۸ اردی‌بهشت ۱۳۸۹ ۶    | الجزیره امارات      | ۲ – ۱  | استقلال   | ابوظبی                                                                  |
| ۱۹:۴۵ (یوتی‌سی ۴:۰۰+) | بشیر ۵۱' · احمد ۵۳' | report | ۳۸' مجیدی | ورزشگاه: ورزشگاه محمد بن زاید تماشاگران: ۲،۱۲۹ داور: مینورو توجو (ژاپن) |

| ۲۱ اردی‌بهشت ۱۳۸۹ یک هشتم نهایی | الشباب عربستان                           | ۳ – ۲  | استقلال                          | ریاض                                                          |
| ۲۰:۴۵ (یوتی‌سی ۳:۰۰+)           | ابن سلطان ۲۲' · الطیب ۴۷' · الجیزانی ۸۸' | report | ۲۴' (پنالتی) اکبرپور · ۳۱' کاظمی | ورزشگاه: ورزشگاه ملک فهد تماشاگران: ۶،۸۵۳ داور: ماساکی (ژاپن) |

### لیگ قهرمانان آسیا ۲۰۱۱
| ۱۰ اسفند ۱۳۸۹ ۱ | استقلال                                                                | ۱ – ۱ | السد قطر                         | تهران، ایران                                                     |
| ۱۷:۳۰           | عمران‌زاده '۸ · مجیدی ۲۶', '۷۵ · مبعلی '۲۹ · امیرآبادی '۴۹ · برهانی '۷۴ | گزارش | البلوشی '۱۸ · رزق '۲۷ · کیتا ۸۷' | ورزشگاه: ورزشگاه آزادی تهران تماشاگران: ۱۵٬۰۰۰ داور: کیم دونگ‌جین |

| ۲۴ اسفند ۱۳۸۹ ۲ | النصر عربستان                                                         | ۲ – ۱ | استقلال           | ریاض، عربستان                                                    |
| ۲۱:۰۰           | فیگوئرا '۳۴ · عبدالغنی ۶۰' · هوساوی '۶۸ · الحارثی '۸۱, ۸۱' · عباس '۸۴ | گزارش | عمران‌زاده ۲۱' '۳۵ | ورزشگاه: ورزشگاه ملک فهد تماشاگران: ۱۲٬۸۷۸ داور: عبدالله الهلالی |

| ۱۷ فروردین ۱۳۹۰ ۳ | استقلال                                                            | ۴ – ۲ | پاختاکور ازبکستان                            | تهران، ایران                                                          |
| ۱۷:۳۰             | شکوری '۵ · هوار ۱۲' · مجیدی ۲۳' · سیدصالحی '۵۷, ۵۷' · برهانی ۳+۹۰' | گزارش | ساویچ ۴' · یواریف '۱۱ · تیمور '۷۸ · شیخف ۹۰' | ورزشگاه: ورزشگاه آزادی تهران تماشاگران: ۱۷٬۶۵۴ داور: علی حمد البدواوی |

| ۳۰ فروردین ۱۳۹۰ ۴ | پاختاکور ازبکستان                         | ۲ – ۱ | استقلال                                         | تاشکند، ازبکستان                                                      |
| ۱۷:۳۰             | کریمتس '۱۴, ۸۸' · آندریف ۲۸' · سویانف '۶۸ | گزارش | برهانی ۱+۴۵' · عمران‌زاده '۶۵ '۸۶ · برهانی '۷۱ · | ورزشگاه: ورزشگاه مرکزی پخته‌کار تماشاگران: ۷٬۰۰۰ داور: یوییچی نیشیمورا |

| ۱۳ اردیبهشت ۱۳۹۰ ۵ | السد قطر                                   | ۲ – ۲ | استقلال                                 | دوحه، قطر                                                      |
| ۱۹:۵۰              | ابراهیم ۵۵' · الهیدوس ۷۶' · لی جونگ-سو '۸۸ | گزارش | مجیدی ۶'، ۳۷' · هوار '۱۰ · ک. رحمتی '۸۰ | ورزشگاه: ورزشگاه جاسم بن حمد تماشاگران: ۵٬۰۶۰ داور: بن ویلیامز |

| ۲۱ اردیبهشت ۱۳۹۰ ۶ | استقلال                           | ۲ – ۱ | النصر عربستان                                       | تهران، ایران                                                     |
| ۱۶:۰۰              | برهانی '۳۰ · مجیدی ۶۲' · هوار ۸۹' | گزارش | البیشی '۴۵ · برناوی '۵۵ · المطوع ۶۰' · العنزی '۹۰+۴ | ورزشگاه: ورزشگاه آزادی تهران تماشاگران: ۸۵٬۴۲۲ داور: ماساکی توما |

### لیگ قهرمانان آسیا ۲۰۱۲
| ۲۱ بهمن ۱۳۹۰ پلی‌آف ۱ | استقلال                    | ۲ – ۰ | ذوب‌آهن اصفهان | تهران                                                   |
| ۱۷:۱۵                | حیدری ۲۳' · برهانی ۶۷' '۶۵ | گزارش | علی احمدی '۳۴ | ورزشگاه: آزادی تهران تماشاگران: ۳۳۷۵۰ داور: مینورو توجو |

| ۲۹ بهمن ۱۳۹۰ پلی‌آف ۲ | استقلال                                      | ۳ – ۱ | الاتفاق عربستان     | تهران                                                       |
| ۱۷:۲۰                | یرکوویچ ۳۷' '۳۸ · حیدری ۶۲' · برهانی ۶۵' '۷۷ | گزارش | صالح '۴۴ · یوسف ۵۹' | ورزشگاه: آزادی تهران تماشاگران: ۶۱۱۲۰ داور: والنتین کوالنکو |

| ۱۶ اسفند ۱۳۹۰ ۱ | الریان قطر | ۰ – ۱ | استقلال                                                | ریان، قطر                                             |
| ۱۸:۴۵           |            | گزارش | امیرآبادی '۱۹ · حمودی '۳۰ · شریفات '۳۵ · یرکوویچ ۱+۹۰' | ورزشگاه: احمد بن علی تماشاگران: ۵۴۲۲ داور: بن ویلیامز |

| ۱ فروردین ۱۳۸۱ ۲ | استقلال | ۰ – ۰ | نسف قرشی | تهران، ایران                                                |
| ۱۹:۰۵            |         | گزارش | بوکسوویچ | ورزشگاه: آزادی تهران تماشاگران: ۴۱۵۲۰ داور: عبدالله الهلالی |

| ۱۵ فروردین ۱۳۹۱ ۳ | استقلال                    | ۱ – ۲ | الجزیره                                             | تهران، ایران                                             |
| ۱۹:۰۰             | عمران‌زاده '۱+۴۵ · زندی ۶۸' | گزارش | جمعه عبداله ۵' · باره ۷۲' · خصیف '۸۲ · علی عباس '۸۴ | ورزشگاه: آزادی تهران تماشاگران: ۳۶۷۳۵ داور: کیم دونگ جین |

| ۳۰ فروردین ۱۳۹۱ ۴ | الجزیره                       | ۱ – ۱ | استقلال                   | ابوظبی، امارات                                          |
| ۲۰:۱۵             | جمعه عبداله '۵۲ · ریکاردو ۶۳' | گزارش | برهانی ۲۴' · تیموریان '۲۶ | ورزشگاه: محمد بن زاید تماشاگران: ۴۵۶۲ داور: ماساکی توما |

| ۱۳ اردیبهشت ۱۳۹۱ ۵ | استقلال | ۳ – ۰ | الریان قطر | تهران، ایران                                        |
| ۱۹:۲۰              | برهانی ۲۳' · زندی '۴۲ · تیموریان '۶۸ · رحمتی '۷۰ · عمران‌زاده '۷۱ · شریفات ۷۶' · حمودی '۲+۹۰ · برهانی ۴+۹۰' | گزارش | عفیفه '۴۹  | ورزشگاه: آزادی تهران تماشاگران: ۵۳۷۷۴ داور: تان های |

| ۲۷ اردیبهشت ۱۳۹۱ ۶ | نسف قرشی                                              | ۰ – ۲ | استقلال                                                                       | نسف، ازبکستان                                        |
| ۱۹:۰۰              | ارکین بویدولایف '۳۰ جهانگیر مرادف '۴۹ کنجا تورائف '۷۵ | گزارش | یرکوویچ ۱۰' · امیرآبادی '۳۴ · ساموئل '۴۳ · جباری ۵۰' (پنالتی) · امیرآبادی '۶۹ | ورزشگاه: مرکزی قرشی تماشاگران: ۹۲۹ داور: مينورو توجو |

### لیگ قهرمانان آسیا ۲۰۱۳
| ۹ اسفند ۱۳۹۱ گروهی ۱ | الریان                                                                                            | ۳ – ۳ | استقلال                                                       | قطر، ریان                                                  |
| ۱۸:۵۰                | تاباتا ۳۷' (پنالتی) · عمران‌زاده ۵۸' (گل‌به‌خودی) · آلوارو فرناندز '۸۳ · نیلمار ۸۷' · علاالدین '۵+۹۰ |       | ساموئل ۲۷' · برهانی ۱+۴۵' · نکونام ۸۶' (پنالتی) · اکبرپور '۳۱ | ورزشگاه: احمد بن علی تماشاگران: ۲۰۰۰ داور: بنجامین ویلیامز |

| ۲۳ اسفند ۱۳۹۱ گروهی ۲ | استقلال                            | ۲ – ۰ | العین                    | ایران، تهران                                                |
| ۱۹:۰۰                 | صادقی '۴۱ · ساموئل ۶۴' · مجیدی ۷۳' |       | اکوکو '۵۱ عبدالرحمان '۷۷ | ورزشگاه: آزادی تهران تماشاگران: ۴۵۰۰۰ داور: والنتین کوالنکو |

| ۱۴ فروردین ۱۳۹۲ گروهی ۳ | الهلال                                               | ۱ – ۲ | استقلال                                               | عربستان، ریاض                                            |
| ۲۲:۱۰                   | القحطانی '۳۶ · الزوری '۴۸ · الدوساری ۶۷' · اوزیا '۷۱ |       | موسوی '۷ · منتظری '۵۳ ۸۰' · برهانی ۸۵' · نکونام '۴+۹۰ | ورزشگاه: فیصل بن فهد تماشاگران: ۱۱۴۷۵ داور: نواف شکرالله |

| ۲۰ فروردین ۱۳۹۲ گروهی ۴ | استقلال                         | ۰ – ۱ | الهلال                           | ایران، تهران                                          |
| ۲۱:۰۰                   | صادقی '۳۸ حاتمی '۷۰ اکبرپور '۷۶ |       | عابد ۳۵' · البیشی · الدوساری '۸۸ | ورزشگاه: آزادی تهران تماشاگران: ۸۰۳۰۰ داور: عبدل بشير |

| ۳ اردیبهشت ۱۳۹۲ گروهی ۵ | استقلال                                            | ۳ – ۰ | الریان                                                    | ایران، تهران                                           |
| ۲۱:۰۰                   | مجیدی ۴۵' · بیک‌زاده ۷۳' · رحمتی '۷۵ · برهانی ۱+۹۰' |       | تاباتا '۲۶ · هارون '۳۱ · گوما '۷۵ · عبدالکریم العلی '۴+۹۰ | ورزشگاه: آزادی تهران تماشاگران: ۳۰۰۰۰ داور: آندره حداد |

| ۱۱ اردیبهشت ۱۳۹۲ گروهی ۶                                                                                   | العین                     | ۰ – ۱ | استقلال                           | امارت، العین                                             |
| ۲۰:۲۰ | هلال سعید '۵۲ اسماعیل '۷۹ |       | بیک‌زاده '۲۱ · نکونام ۸۰' (پنالتی) | ورزشگاه: طحنون بن محمد تماشاگران: ۴۱۷۳ داور: ماساكی توما |
| یادداشت: نکونام بار اول این پنالتی را گل کرد که داور دستور به تکرار داد که در تکرار نیز توپ تبدیل به گل شد |                           |       |                                   |                                                          |

| ۲۵ اردیبهشت ۱۳۹۲ 1/8 نهایی | الشباب                                            | ۲ – ۴ | استقلال                                                                   | امارت، دبی                                                   |
| ۲۰:۱۰                      | لوئیز هنریکه ۲+۴۵' '۶۲ · ادگار ۸۵' · الحمدی '۲+۹۰ |       | حمودی · ساموئل ۵۵' '۲+۹۰ · نکونام ۷۳' · حاتمی '۷۹ · مجیدی ۸۰' · حیدری ۸۹' | ورزشگاه: مکتوم بن راشد تماشاگران: ۵۰۰۰ داور: یوییچی نیشیمورا |

| ۳۰ مرداد ۱۳۹۲ 1/4 نهایی         | استقلال  | ۱ – ۰             | بوریرام تایلند                 | تهران                                                                                      |
| ۲۰:۱۵ ساعت ایران (یوتی‌سی ۴:۳۰+) | حیدری ۲' | فارس گل Scoresway | نوتنوم '۲۰ سریسای '۴۰ سوخا '۷۲ | ورزشگاه: ورزشگاه آزادی تهران تماشاگران: ۹۵٬۳۰۰ داور: عبدالرحمن عبدو مرد مسابقه: خسرو حیدری |

| ۲۷ شهریور ۱۳۹۲ 1/4 نهایی         | بوریرام تایلند                      | ۱ – ۲ (۱ – ۳ گ.ح.) | استقلال                                                          | بوریرام، تایلند                                                                           |
| ۱۸:۰۰ ساعت تایلند (یوتی‌سی ۷:۰۰+) | اسمار ۳۸' · بونماتان '۶۳ · سوخا '۶۶ | فارس گل Scoresway  | حیدری '۱۱ · عمران‌زاده '۳۶، ۵۳' · مجیدی '۶۵ · تیموریان '۸۱، ۲+۹۰' | ورزشگاه: ورزشگاه بوریرام تماشاگران: ۲۴٬۰۰۰ داور: ریوجی ساتو مرد مسابقه: آندرانیک تیموریان |

| ۳ مهر ۱۳۹۲ نیمه‌نهایی | سئول کره جنوبی                                     | ۲ – ۰                 | استقلال                 | سئول                                                               |
| ۱۹:۳۰ یوتی‌سی ۹:۰۰+   | گو یو-هان '۲۷، ۴۷' · دامیانوویچ ۳۹' · چا دو ری '۶۳ | فارس گل Scoresway AFC | تیموریان '۴۹ نکونام '۶۲ | ورزشگاه: ورزشگاه جام جهانی سئول تماشاگران: ۱۲٬۷۷۴ داور: بن ویلیامز |

| ۱۰ مهر ۱۳۹۲ نیمه‌نهایی | استقلال                  | ۲ – ۲ (۲ – ۴ گ.ح.)    | سئول کره جنوبی                                              | تهران                                                            |
| ۱۹:۰۰ یوتی‌سی ۳:۳۰+    | عمران‌زاده ۵۰' · قاضی ۷۵' | فارس گل Scoresway AFC | دائه ۳۷' · دامیانوویچ '۶۱ · چا دو ری '۶۳ · کیم ۸۰' (پنالتی) | ورزشگاه: ورزشگاه آزادی تهران تماشاگران: ۸۸٬۳۳۰ داور: خلیل الغمدی |

### لیگ قهرمانان آسیا ۲۰۱۴
| ۶ اسفند ۱۳۹۲ ۱                  | استقلال    | ۰ – ۱         | الشباب عربستان         | تهران، ایران                                                                                        |
| ۱۹:۳۰ ساعت ایران (یوتی‌سی ۳:۳۰+) | ساموئل '۵۰ | AFC Scoresway | القمدی '۱۵ · خلیلی ۵۸' | ورزشگاه: ورزشگاه آزادی تهران تماشاگران: ۲۳٬۳۰۰ داور: تان های مرد مسابقه: احمد ابراهیم عاطف (الشباب) |

| ۲۰ اسفند ۱۳۹۲ ۲               | الریان قطر                           | ۱ – ۰         | استقلال                   | ریان، قطر                                                                                  |
| ۱۸:۳۰ ساعت قطر (یوتی‌سی ۳:۰۰+) | اوچه ۱۴' · علاءالدین '۲۶ · العلی '۶۰ | AFC Scoresway | عمران‌زاده '۷۵ بیک‌زاده '۸۱ | ورزشگاه: ورزشگاه احمد بن علی تماشاگران: ۲٬۳۹۴ داور: پیتر گرین مرد مسابقه: عمر بری (الریان) |

| ۲۷ اسفند ۱۳۹۲ ۳                 | استقلال                                      | ۲ – ۲         | الجزیره امارات                                                       | تهران، ایران                                                                                          |
| ۱۹:۳۰ ساعت ایران (یوتی‌سی ۳:۳۰+) | قاضی ۱۷' · جمشیدیان '۶۳ · عمران‌زاده ۶۴'، '۷۷ | AFC Scoresway | بارادا ۶'، ۵۶' · ژوسیلی '۱۴ · موسی '۱۹ · اسماعیل '۴۴ · ابراهیم '۴+۹۰ | ورزشگاه: ورزشگاه آزادی تهران تماشاگران: ۶٬۳۵۰ داور: دیلان پررا مرد مسابقه: عبدالعزیز بارادا (الجزیره) |

| ۱۳ فروردین ۱۳۹۳ ۴                | الجزیره امارات      | ۰ – ۱         | استقلال                           | ابوظبی، امارات متحده عربی                                                            |
| ۱۹:۴۰ ساعت امارات (یوتی‌سی ۴:۰۰+) | قاسم '۸۵ فایض '۴+۹۰ | AFC Scoresway | ساموئل '۶۲ · قاضی ۷۰' · رحمتی '۷۹ | ورزشگاه: ورزشگاه محمد بن زاید تماشاگران: ۱۳٬۵۵۰ داور: دونگ جین مرد مسابقه: محمد قاضی |

| ۲۷ فروردین ۱۳۹۳ ۵                 | الشباب عربستان                                                          | ۲ – ۱         | استقلال                               | ریاض، عربستان سعودی                                          |
| ۲۰:۳۵ یوتی‌سی ۳:۰۰+ (یوتی‌سی ۳:۰۰+) | البیشی '۱۳ · رافائل دا سیلوا '۷۸ · منگازو ۸۲' (پنالتی) · الدوساری ۵+۹۰' | AFC Scoresway | بیک‌زاده '۲۶ · برهانی ۴۶' · اولادی '۸۱ | ورزشگاه: ورزشگاه ملک فهد تماشاگران: ۴٬۱۰۰ داور: نواف شکرالله |

| ۳ اردی‌بهشت ۱۳۹۳ ۶               | استقلال                                   | ۳ – ۱         | الریان قطر                                        | تهران، ایران                                                                                |
| ۲۱:۰۰ ساعت ایران (یوتی‌سی ۴:۳۰+) | برهانی '۲۸ · قاضی '۳۱، ۵۹' · کبه ۵۴'، ۷۳' | AFC Scoresway | یعقوب '۵۳ · الفریجی '۵۹ · خلفان ۸۱' · اوتاویو '۸۲ | ورزشگاه: ورزشگاه آزادی تهران تماشاگران: ۳۳۰ داور: امیرالزوان بن یعقوب مرد مسابقه: بوبکر کبه |

### لیگ قهرمانان آسیا ۲۰۱۷
| ۱۹ بهمن ۱۳۹۵ بازی پلی‌آف                      | استقلال                 | ۰ – ۰ (و.ا.) (۴ – ۳ پنالتی)                   | السد قطر                     | تهران                                                           |
| ۱۹:۰۰                                        | برزای '۵۲ م. کریمی '۱۰۶ | گزارش                                         | اسماعیل '۱+۴۵ J. Hamroun '۶۳ | ورزشگاه: ورزشگاه آزادی تهران تماشاگران: ۷۴٬۵۶۰ داور: احمد الکاف |
|                                              | ضربات پنالتی            |                                               |                              |                                                                 |
| رضایی · ابراهیمی · قربانی · اسماعیلی · حیدری |                         | الهیدوس · ژاوی · ماجد · کاسولا · B. Bounedjah |                              |                                                                 |

| ۲ اسفند ۱۳۹۵ ۱             | الاهلی امارات                         | ۲ – ۱ | استقلال                                                        | دبی، امارات متحده عربی                                    |
| ۲۰:۱۵ UAEST (یوتی‌سی ۴:۰۰+) | حسن '۴۱ · دیوپ ۱+۴۵'، ۹۰' · فردان '۵۵ | گزارش | برزای '۱۰ · رابسون '۲۰ · حیدری '۵۷ · ابراهیمی ۷۴' · زکی‌پور '۸۵ | ورزشگاه: ورزشگاه آل راشد تماشاگران: ۵٫۳۰۰ داور: پیتر گرین |

| ۹ اسفند ۱۳۹۵ ۲ | استقلال                                             | ۳ – ۰ | التعاون عربستان         | مسقط، عمان                                                              |
| ۱۹:۳۰          | رضایی ۱' · انصاری '۵۵ · مح. کریمی ۷۰' · پادوانی ۸۹' | گزارش | معاذ '۸۸ سنمارتین '۴+۹۰ | ورزشگاه: مجموعه ورزشی سلطان قابوس تماشاگران: ۱٬۰۵۰ داور: هیریوکی کیمورا |

| ۲۳ اسفند ۱۳۹۵ ۳                      | استقلال                   | ۲ – ۰ | لوکوموتیو ازبکستان | تهران، ایران                                                        |
| ۱۹:۰۰ ساعت رسمی ایران (یوتی‌سی ۳:۳۰+) | اسماعیلی ۳۷' · قربانی ۸۴' | گزارش |                    | ورزشگاه: ورزشگاه آزادی تهران تماشاگران: ۴۲٬۳۶۹ داور: کیم جونگ-هیئوک |

| ۲۲ فروردین ۱۳۹۶ ۴        | لوکوموتیو ازبکستان          | ۱ – ۱ | استقلال                | تاشکند، ازبکستان                            |
| ۱۶:۰۰ UST (یوتی‌سی ۵:۰۰+) | بیکمایف ۱۳' · ماخارادزه '۳۹ | گزارش | قربانی '۱۹ · رضایی ۸۷' | ورزشگاه: ورزشگاه لوکوموتیو تماشاگران: ۳٬۳۲۷ |

| ۵ اردی‌بهشت ۱۳۹۶ ۵                    | استقلال                                | ۱ – ۱ | الاهلی امارات                              | تهران، ایران                                   |
| ۲۰:۱۵ ساعت رسمی ایران (یوتی‌سی ۴:۳۰+) | پادوانی '۳۸ · ابراهیمی '۴۳ · رضایی ۵۸' | گزارش | صنقور ۱۷' · حسین '۴۵ · ناصر '۷۷ · دیوپ '۷۹ | ورزشگاه: ورزشگاه آزادی تهران تماشاگران: ۷۶٬۴۲۸ |

| ۱۹ اردی‌بهشت ۱۳۹۶ ۶                | التعاون عربستان                                       | ۱ – ۲ | استقلال                                           | دوحه، قطر                   |
| ۱۸:۵۰ یوتی‌سی ۳:۰۰+ (یوتی‌سی ۳:۰۰+) | الصیعری ۳۶'، '۵۳ · السواط '۵۸ · معاذ '۶۳ · البرکه '۸۱ | گزارش | انصاری ۱۹' · قربانی '۴۰ · رضایی ۷۶' · رحمتی '۳+۹۰ | ورزشگاه: ورزشگاه الاهلی قطر |

### لیگ قهرمانان آسیا ۲۰۱۸
| ۲۴ بهمن ۱۳۹۶ ۱ | الریان قطر                                     | ۲ – ۲ | استقلال                           | دوحه، قطر                                       |
| ۱۸:۰۰          | تاباتا '۱۳ '۸۱ · ۲۸' · حمدالله ۱۸' · متولی '۸۳ | گزارش | تاباتا ۷' (گل‌به‌خودی) · قربانی ۸۸' | ورزشگاه: جاسم بن حمد داور: کریستانا دیلان پریرا |

| ۱ اسفند ۱۳۹۶ ۲ | استقلال                                                        | ۱ – ۰ | الهلال عربستان                      | السیب، عمان                          |
| ۱۹:۰۰          | حسینی '۳۷ · ابراهیمی '۴۳ · الحافظ ۴۶' (گل‌به‌خودی) · رحمتی '۲+۹۰ | گزارش | الحافظ '۵۲ · الحبسی '۶۷ · چروتی '۸۰ | ورزشگاه: السیب عمان داور: ریوجی ساتو |

| ۱۵ اسفند ۱۳۹۶ ۳ | العین امارات                                 | ۲ – ۲ | استقلال                               | العین، امارات متحده عربی                             |
| ۱۸:۰۰ | بری ۶۳' · خلیل ۸۹' (پنالتی) · الاحبابی '۲+۹۰ | گزارش | چشمی '۲۲ · تیام ۵۲'، ۷۷' · منتظری '۸۷ | ورزشگاه: هزاع بن زاید داور: محمد امیرول ایزوان یعقوب |
| یادداشت: در این بازی داور ۲ بار به اشتباه برای تیم العین اعلام پنالتی کرد که پنالتی اول را سید حسین حسینی در دو مرتبه مهار کرد و پنالتی دوم تبدیل به گل دوم العین شد. |                                              |       |                                       |                                                      |

| ۲۱ اسفند ۱۳۹۶ ۴ | استقلال                            | ۱ – ۱ | العین امارات                       | تهران، ایران                           |
| ۱۹:۰۰           | تیام ۴۲' (پنالتی) · اسماعیلی '۴+۹۰ | گزارش | برمان '۳۲ · عیسی '۴۱ · شیوتانی ۷۸' | ورزشگاه: آزادی تهران داور: لیو ووک مان |

| ۱۳ فروردین ۱۳۹۷ ۵ | استقلال                                                    | ۲ – ۰ | الریان قطر         | تهران، ایران                            |
| ۲۰:۰۰             | جپاروف ۴' · چشمی '۳۸ · غفوری ۵۸' (پنالتی) · ابراهیمی '۳+۹۰ | گزارش | ویرا '۳۴ هارون '۷۲ | ورزشگاه: آزادی تهران داور: کیم دونگ جین |

| ۲۷ فروردین ۱۳۹۷ ۶ | الهلال عربستان        | ۰ – ۱ | استقلال   | کویت، کویت                                       |
| ۲۰:۱۵             | الخیبری '۳۳ فلاته '۸۶ | گزارش | غفوری ۳۶' | ورزشگاه: باشگاه ورزشی الکویت داور: روشن ایرماتوف |

| ۱۸ اردیبهشت ۱۳۹۷ یک هشتم نهایی | ذوب‌آهن ایران                                          | ۱ – ۰ | استقلال                  | اصفهان، ایران             |
|                                | نژادمهدی '۵۱ '۸۹ · ولسانی ۲+۹۰' (پالتی) · کیروس '۲+۹۰ | گزارش | شجاعیان '۲۲ اسماعیلی '۹۰ | ورزشگاه: ورزشگاه فولادشهر |

| ۲۵ اردیبهشت ۱۳۹۷ یک هشتم نهایی | استقلال                                                 | ۳ – ۱ (۳ – ۲ گ.ح.) | ذوب‌آهن ایران                            | تهران، ایران                 |
| ۲۰:۴۵                          | تیام '۱، ۱۱' (پنالتی)، ۴۱'، ۶۴' · باقری '۲۳ · حیدری '۶۷ | گزارش              | حسینی '۴۹ · فخرالدینی '۵۱ · حدادی‌فر ۶۵' | ورزشگاه: ورزشگاه آزادی تهران |

| ۵ شهریور ۱۳۹۷ یک چهارم نهایی | استقلال                                                         | ۱ – ۳ | السد قطر                                       | تهران، ایران                                                 |
| ۲۰:۳۰                        | برشام ۱۲' (گل‌به‌خودی) · نویمایر '۴۲ · سهرابیان '۴۷ · ف.باقری '۶۴ | گزارش | جونگ '۲۴ · عفیف ۶۱' · بونجاح ۶۵'، ۷۴' (پنالتی) | ورزشگاه: ورزشگاه آزادی تهران تماشاگران: ۷۸٬۰۰۰ داور: ما نینگ |

| ۲۶ شهریور ۱۳۹۷ یک چهارم نهایی | السد قطر                                      | ۲ - ۲ (۵ - ۳ گ.ح.) | استقلال                                                              | دوحه، قطر                                                    |
| ۱۹:۰۰                         | عفیف ۲۷' · ابوبکر '۸۰ · بونجاح ۲+۹۰' (پنالتی) | گزارش              | چشمی '۲۲ '۵۰ · ر.باقری ۳۲' · تبریزی ۴۹' · اسماعیلی '۸۶ · رحمتی '۱+۹۰ | ورزشگاه: ورزشگاه جاسم بن حمد تماشاگران: ۶،۴۶۲ داور: محمد تقی |

### لیگ قهرمانان آسیا ۲۰۱۹
| ۱۴ اسفند ۱۳۹۷ ۱ | الدحیل قطر                                                | ۳ – ۰ | استقلال               | دوحه، قطر                                     |
| ۱۸:۴۵           | احمد یاسر '۳۲ · بن عطیه ۵۶' · العربی ۷۳' · علی عفیف ۱+۹۰' | گزارش | نورافکن '۲۷ غفوری '۶۵ | ورزشگاه: عبدالله بن خلیفه داور: روشن ایرماتوف |

| ۲۱ اسفند ۱۳۹۷ ۲ | استقلال                                  | ۱ – ۱ | العین امارات                       | تهران، ایران                                 |
| ۱۹:۰۰           | ف.باقری '۱۹ · ف.باقری ۵۳' · اسماعیلی '۸۱ | گزارش | شیوتانی ۸۵' · عامر عبدالرحمن '۱+۹۰ | ورزشگاه: آزادی تهران داور: احمد ابوبکر الکاف |

| ۱۹ فروردین ۱۳۹۸ ۳ | استقلال                                                                          | ۲ – ۱ | الهلال عربستان           | ، قطر                                        |
| ۲۱:۳۰             | ع.کریمی ۵' · ع.کریمی '۱۹ · منتظری ۳۰' · دانشگر '۵۱ · اسماعیلی '۸۱ · زکی‌پور '۵+۹۰ | گزارش | ال بلیهی '۳۲ · گومیس ۷۲' | ورزشگاه: حمد بن خلیفه داور: کریستوفر جیمز بث |

| ۳ اردیبهشت ۱۳۹۸ ۴                                                                                       | الهلال عربستان                                                              | ۱ – ۰ | استقلال                                  | ابوظبی، امارات                         |
| ۱۹:۳۰                                                                                                   | عابد '۲۵ · البریک '۴۸ · جووینکو ۵۱' · عابد '۵۲ · الشهرانی '۷۴ · جووینکو '۸۸ | گزارش | منشا '۱۵ دانشگر '۳۰ شجاعیان '۴۵ چشمی '۶۰ | ورزشگاه: محمد بن زاید داور: ریوجی ساتو |
| یادداشت: جووینکو دقایقی بعد از تعویضش در حالی روی نیمکت ذخیره‌ها نشسته بود به دلیل اعتراضش کارت زرد گرفت |                                                                             |       |                                          |                                        |

| ۱۶ اردیبهشت ۱۳۹۸ ۵ | استقلال                             | ۱ – ۱ | الدحیل قطر                 | تهران، ایران                             |
| ۲۰:۳۰              | شجاعیان '۷ · چشمی ۵۳' · شجاعیان '۶۵ | گزارش | جونیور ۵۵' · شجاعیان '۴+۹۰ | ورزشگاه: آزادی تهران داور: ادهم المخادمه |

| ۳۰ اردیبهشت ۱۳۹۸ ۶ | العین امارات                                                 | ۱ – ۲ | استقلال                                           | العین، امارات                            |
| ۲۲:۳۰              | مارکوس برگ ۱۳' · کایو '۳۴ · مارکوس برگ '۳۸ · سعید جمعه '۳+۹۰ | گزارش | دانشگر ۲۲' · تبریزی ۱+۴۵' · چشمی '۵۰ · دانشگر '۷۸ | ورزشگاه: هزاع بن زاید داور: کو هیونگ-جین |

### لیگ قهرمانان آسیا ۲۰۲۰
| ۵ بهمن ١٣٩٨ پلی‌آف ۱ | استقلال                                                            | ۳ – ۰        | الکویت                                       | دبی، امارات                                                   |
| ۱۷:۵۰ | ریگی '۱۸ · دیاباته ۲۷'، ۵۳' · غفوری ۵۹' · کریمی '۷۷ · طاهرخانی '۷۷ | ورزش سه فارس | الرشیدی '۳۹ عباس '۴۴ بیسمارک '۵۲ الخبیزی '۶۳ | ورزشگاه: مکتوم بن راشد تماشاگران: ۳۴۲۰ داور: محمد بن نصرالدین |
| یادداشت: پس از یک هفته مجادله بین باشگاههای ایران و کمیته اجرایی AFC قرار شد که بازی اول پلی‌آف دو نماینده ایران در خارج از ایران برگزار شود. |                                                                    |              |                                              |                                                               |

| ۸ بهمن ١٣٩٨ پلی‌آف ۲ | الریان                                                    | ۰ – ۵            | استقلال                                                                  | دوحه، قطر                              |
| ۱۸:۴۵               | مفتاح '۵۶ عبدالمقصود '۵۷ جاییک '۶۳ یونس '۸۲ عبدالعزیز '۸۶ | ورزش سه فارس AFC | دیاباته ۸' · قایدی ۴۰'، ۴۷' · دانشگر '۸۲ · مطهری ۸۳'، ۱+۹۰' · رضاوند '۸۶ | ورزشگاه: جاسم بن حمد داور: مینورو توجو |

| ۲۱ بهمن ۱۳۹۸ ۱ | الشرطه              | ۱ – ۱            | استقلال                         | اربیل، عراق                            |
| ۱۸:۰۰          | فائز ۴۸' (پنالتی) · | AFC ورزش سه فارس | رضاوند '۴ · کاظم ۲۴' (گل‌به‌خودی) | ورزشگاه: فرانسو حریری داور: احمد العلی |

| ۲۸ بهمن ۱۳۹۸ ۲ | الاهلی                                                              | ۲ – ۱           | استقلال                         | کویت، کویت                              |
| ۱۹:۰۰ | المؤشر ۱۷'، ۲۹' (پنالتی) '۱+۹۰ · المجحد '۲۷ · اسماری '۳۴ · هندی '۵۲ | AFCورزش سه فارس | چشمی '۱ · مطهری ۲۲' · غفوری '۴۱ | ورزشگاه: جابر الاحمد داور: کو هیونگ-جین |
| یادداشت: در دقیقه ۸۷ امیرارسلان مطهری با یک شوت از راه دور گل تساوی را به‌ثمر رساند اما داور به اشتباه گل را مردود اعلام کرد. |                                                                     |                 |                                 |                                         |

| ۲۴ شهریور ۱۳۹۹ ۳ | الوحده | v | استقلال | دوحه، قطر                |
| ۲۲:۳۰            |        |   |         | ورزشگاه: بین‌المللی خلیفه |

| ۲۷ شهریور ۱۳۹۹ ۴ | استقلال | v | الوحده | دوحه، قطر                |
| ۲۲:۳۰            |         |   |        | ورزشگاه: بین‌المللی خلیفه |

| ۳۰ شهریور ۱۳۹۹ ۵ | استقلال                                        | ۱ – ۱            | الشرطه                                             | دوحه، قطر                                   |
| ۲۲:۳۰            | رضاوند '۱۵ · میلیچ '۳۲ · غفوری '۳۶ · مطهری ۶۸' | AFC ورزش سه فارس | فیاض ۲۶' · حسین '۲۸ · عبدالامیر '۸۹ · الزامل '۳+۹۰ | ورزشگاه: بین‌المللی خلیفه داور: کو هیونگ-جین |

| ۲ مهر ۱۳۹۹ ۶ | استقلال                                          | ۳–۰   | الاهلی | الوکره، قطر                           |
| ۲۲:۳۰        | مهدی قایدی '۲۹ · علی کریمی '۳۸ · شیخ دیاباته '۵۴ | گزارش |        | ورزشگاه: الجنوب (الوکره) تماشاگران: ۰ |

| ۵ مهر ۱۳۹۹ یک‌هشتم نهایی | استقلال       | ۱–۲   | پاختاکور                         | الوکره، قطر                           |
| ۲۱:۱۵                   | علی کریمی ۳۲' | گزارش | دراگان چران ۴۳' · ارن دردیوک ۴۷' | ورزشگاه: الجنوب (الوکره) تماشاگران: ۰ |

### لیگ قهرمانان آسیا ۲۰۲۱
| ۲۷ فروردین ۱۴۰۰ ۱         | استقلال                                                         | ۵ – ۲            | الاهلی                                    | جده، عربستان سعودی                                |
| ۰۰:۴۵ IRST (یوتی‌سی ۳:۳۰+) | اسماعیلی ۶' · نادری ۵۴' · قایدی ۶۷'، ۸۶' · دیاباته ۸۸' (پنالتی) | AFC ورزش سه فارس | السومه ۲۷' (پنالتی)، ۷۹' '۳۷ · المؤشر '۶۹ | ورزشگاه: زمین شماره دو ملک عبداله داور: احمد فیصل |

| ۲۹ فروردین ۱۴۰۰ ۲         | الشرطه                                | ۰ – ۳            | استقلال                                                            | جده، عربستان سعودی                                         |
| ۰۰:۴۵ IRST (یوتی‌سی ۳:۳۰+) | کاظم '۱۱ · الطمیمی  '۸۵ · عامر  '۳+۹۰ | AFC ورزش سه فارس | مرادمند '۲۶ · نادری ۴۴' · اسماعیلی ۵۵' · خاقانی  '۶۱ · دیاباته ۶۵' | ورزشگاه: زمین شماره دو ملک عبداله داور: نایفون رویش جیمانی |

| ۱ اردیبهشت ۱۴۰۰ ۳         | الدحیل                                             | ۴ – ۳            | استقلال                                   | جده، عربستان سعودی                                |
| ۲۲:۱۵ IRST (یوتی‌سی ۳:۳۰+) | اولونگا ۱۰'، ۲۷'، ۸۵' · الاحرق ۴۳' · معز علی '۵۹ · | AFC ورزش سه فارس | مطهری ۴' · دیاباته ۳۴' '۶۷ · اسماعیلی ۷۴' | ورزشگاه: زمین شماره دو ملک عبداله داور: احمد فیصل |

| ۵ اردیبهشت ۱۴۰۰ ۴         | استقلال                                            | ۲ – ۲            | الدحیل                                                | جده، عربستان سعودی                                        |
| ۰۰:۴۵ IRST (یوتی‌سی ۳:۳۰+) | دیاباته ۲۷' (پنالتی) · قایدی '۵۷ ۶۱' · شجاعیان '۶۵ | AFC ورزش سه فارس | اولونگا ۳+۴۵' (پنالتی)، ۵۸' · الاحرق '۷۴ · الراوی '۷۹ | ورزشگاه: زمین شماره دو ملک عبدالله داور: محمد تقی الجعفری |

| ۷ اردیبهشت ۱۴۰۰ ۵         | الاهلی | ۰ – ۰            | استقلال | جده، عربستان سعودی                                 |
| ۰۰:۴۵ IRST (یوتی‌سی ۳:۳۰+) |        | AFC ورزش سه فارس |         | ورزشگاه: زمین شماره دو ملک عبداله داور: ریوجی ساتو |

| ۱۰ اردیبهشت ۱۴۰۰ ۶        | استقلال                            | ۱ – ۰       | الشرطه                                                | جده، عربستان سعودی                                        |
| ۲۲:۱۵ IRST (یوتی‌سی ۳:۳۰+) | دیاباته ۱۴' (پنالتی) · دیاباته '۲۰ | AFC ورزش سه | خضر علی '۱۹ محمد داوود '۲۱ فیاض '۲۲ قاسم '۸۵ ناطق '۸۸ | ورزشگاه: زمین شماره دو ملک عبداله داور: سیواکورن پو اودوم |

## جام‌های دوستانه

### فستیوال استقلال افغانستان ۱۹۵۰
| ۳ شهریور ۱۳۲۹ | تیم ملی افغانستان | ۲ – ۳ | تاج                 | کابل |
|               |                   |       | جدیکار · افشار علوی |      |

| ۸ شهریور ۱۳۲۹ (احتمالی) | دانشگاه کابل | ۲ –۲ | تاج | کابل |

### جام میلز ۱۹۶۹
| ۱۵ آبان ۱۳۴۸ ۱ | تاج                                | ۱۰ – ۱ | کامپ هند       | دهلی‌نو، هند |
|                | جباری · مصطفوی · افتخاری · حاج‌محمد |        | ؟ ۴۶' (پنالتی) |             |

| ۱۷ آبان ۱۳۴۸ ۲ | تاج                                          | ۳ – ۱ | نیروی هوایی هند | دهلی‌نو، هند |
|                | مصطفوی ۷۵' (پنالتی) · جباری ۸۰' · مظلومی ۸۹' |       |                 |             |

| ۲۱ آبان ۱۳۴۸ نیمه‌نهایی | تاج         | ۱ – ۰ | سیکا هند | دهلی‌نو، هند |
|                        | افتخاری ۶۸' |       |          |             |

| ۲۵ آبان ۱۳۴۸ فینال | تاج                       | ۴ – ۰ | راه‌آهن سیلان | دهلی‌نو، هند |
|                    | مظلومی · افتخاری · مصطفوی |       |              |             |

منبع

### جام میلز ۱۹۷۰
| ۱۵ آبان ۱۳۴۹ مرحله گروهی | تاج                              | ۳ – ۰ | پلیس پنجاب | دهلی‌نو، هند                |
|                          | مژدهی ۳۵' · جباری ۴۲' · قراب ۸۲' |       |            | ورزشگاه: استادیوم دهلی گیت |

| ۱۹ آبان ۱۳۴۹ مرحله گروهی | تاج                 | ۲ – ۰ | جولاندر B.S.A | دهلی‌نو، هند                           |
|                          | قراب ۷' · مژدهی ۴۲' |       |               | ورزشگاه: استادیوم دهلی گیت داور: تنال |

| ۲۲ آبان ۱۳۴۹ نیمه‌نهایی | تاج                                   | ۴ – ۰ | نیروی هوایی هند | دهلی‌نو، هند                                 |
|                        | جباری ۳۰'، ۸۹' · مژدهی ۵۲' · قراب ۷۸' |       |                 | ورزشگاه: استادیوم دهلی گیت داور: اکرام الحق |

| ۲۴ آبان ۱۳۴۹ فینال | تاج                          | ۳ – ۱ | پلیس حیدرآباد هند | دهلی‌نو، هند                                |
|                    | قراب ۷۵' · قلیچ‌خانی ۸۲'، ۸۵' |       | ؟ ۵۰'             | ورزشگاه: استادیوم دهلی گیت داور: باتاجارچی |

### جام میلز ۱۹۷۱
منبع
| ۲۳ آبان ۱۳۵۰ مرحله گروهی | آ.ث.بی کانتری | ۴ – ۱ | تاج                                       | هند |
|                          |               |       | منشی‌زاده ۳۸'، ۴۴' · مظلومی ۶۶' · قراب ۸۴' |     |

| ۲۶ آبان ۱۳۵۰ مرحله گروهی | واسکوزی | ۴ – ۲ | تاج                      | هند |
|                          |         |       | مظلومی ۸'، ۲۵'، ۴۸'، ۷۴' |     |

| ۲۹ آبان ۱۳۵۰ مرحله گروهی | بی.اس.اف | ۱ – ۰ | تاج       | هند |
|                          |          |       | مظلومی ؟' |     |

| ۱ آذر ۱۳۵۰ نیمه نهایی                                                                              | ؟ | ؟ – ؟ | تاج | هند |
| یادداشت: تیم تاج در بازی نیمه نهایی برنده شده است ولی از نام تیم و نتیجه بازی اطلاعاتی در دست نیست |   |       |     |     |

| ۳ آذر ۱۳۵۰ فینال | جولیندر | ۱ – ۰ | تاج       | هند |
|                  |         |       | مظلومی ۳' |     |

### جام میلز ۱۹۷۲
| ۲۲ مهر ۱۳۵۱ مرحله گروهی | تاج                                                | ۷ – ۰ | اردنانس ارتش هندوستان (A.O.C) | دهلی‌نو                           |
|                         | مظلومی ۱۸'، ۴۴'، ۸۵' · مژدهی ۲۹'، ۳۰'، ۷۴' · جباری |       |                               | ورزشگاه: استادیوم شهرداری دهلی‌نو |

| ۲۶ مهر ۱۳۵۱ مرحله گروهی | تاج                                                                               | ۹ – ۰ | جاجیت بنگالور (I.C.T) | دهلی‌نو                           |
|                         | حاج‌قاسم ۱۵'، ۷۵' · حق‌وردیان ۲۰'، ۶۰' · مظلومی ۴۰'، ۵۰'، ۶۴' · قراب ۵۸' · روشن ۸۵' |       |                       | ورزشگاه: استادیوم شهرداری دهلی‌نو |

| ۲۸ مهر ۱۳۵۱ نیمه نهایی                                                                                     | تاج | ۰ – ۰ | ۲۵ آوریل کره‌شمالی | دهلی‌نو                                      |
| |     |       |                   | ورزشگاه: استادیوم شهرداری دهلی‌نو داور: تابی |
| یادداشت: به خاطر عدم توافق در تاریخ برگزاری بازی تکراری تیم تاج جام را نیمه کاره رها کرد و به تهران بازگشت |     |       |                   |                                             |

### جام موستار ۱۹۷۸
| ۲۲ بهمن ۱۳۵۶ | ولز موستار یوگسلاوی | ۳ – ۲ | تاج                 | موستار، یوگسلاوی |
|              |                     |       | خلیلیان · دانایی‌فرد |                  |

| ۲۳ بهمن ۱۳۵۶ | لوکوموتیو مسکو | ۳ – ۰ | تاج | موستار، یوگسلاوی |

### جام وحدت ۱۹۸۲
منبع
| ۲۷ بهمن ۱۳۶۰ بازی اول | استقلال | ۰ – ۲ | ارتش الجزایر                   | تهران                                 |
|                       |         |       | بغداد صغیر ۵' · ناصر بوعیش ۸۹' | ورزشگاه: شهید شیرودی داور: محمد صالحی |

| ۳۰ بهمن ۱۳۶۰ بازی دوم | استقلال       | ۱ – ۳ | ارتش سوریه                                 | تهران                                 |
|                       | برهان‌زاده ۶۲' |       | کیفورت مردبکیان ۶' · محمود السعید ۲۰'، ۷۷' | ورزشگاه: شهید شیرودی داور: بهرام رضوی |

| ۲ اسفند ۱۳۶۰ بازی سوم | استقلال | ۰ – ۰ | ارتش ایران  | تهران                                     |
|                       |         |       | فتح‌آبادی '? | ورزشگاه: شهید شیرودی داور: مرتضی رحمانیان |

### جام میلز ۱۹۸۹
| ۱۳ آبان ۱۳۶۸ ۱ | آیس بنگال | ۰ – ۱ | استقلال | دهلی‌نو، هندوستان |
|                |           |       | یکه ؟'  |                  |

| ۱۵ آبان ۱۳۶۸ ۲ | پنجاب بنگال | ۰ – ۲ | استقلال                | دهلی‌نو، هندوستان |
|                |             |       | قلعه‎‌نویی ؟' · زیوری ؟' |                  |

| ۱۷ آبان ۱۳۶۸ ۳ | جی سی تی دهلی‌نو | ۰ – ۳ | استقلال             | دهلی‌نو، هندوستان |
|                |                 |       | یکه ؟' ؟' · کلهر ؟' |                  |

| ۱۹ آبان ۱۳۶۸ نیمه‌نهایی | محمدان بنگلادش | ۰ – ۱ | استقلال | دهلی‌نو، هندوستان |
|                        | حسن‌زاده ۷۰'    |       |         |                  |

| ۲۱ آبان ۱۳۶۸ فینال | پوسکو کره‌جنوبی | ۱ – ۳ | استقلال                      | دهلی‌نو، هندوستان |
|                    |                |       | یکه ۱۲' · هاشمی‌مقدم ۲۸'، ۴۰' |                  |

### جام بوردولوی ۱۹۸۹
| ۲۳ آبان ۱۳۶۸ ۱ | پلیس آسان هندوستان | ۰ – ۶ | استقلال                                                      | ایالت آسام، هندوستان |
|                |                    |       | ترکاشوند ؟' ؟' · یکه ؟' · کلهر ؟' · نعلچگر ؟' · فلاحت‌زاده ؟' |                      |

| ۲۵ آبان ۱۳۶۸ ۲ | پنجاب پاکستان | ۰ – ۲ | استقلال               | ایالت آسام، هندوستان |
|                |               |       | هاشمی‌مقدم ؟' · یکه ؟' |                      |

| ۲۷ آبان ۱۳۶۸ نیمه‌نهایی | نپال | ۰ – ۵ | استقلال                                        | ایالت آسام، هندوستان |
|                        |      |       | کلهر ؟' ؟' · ومزیار ؟' · فلاحت‌زاده ؟' · یکه ؟' |                      |

| ۲۹ آبان ۱۳۶۸ فینال | محمدان بنگلادش | ۰ – ۱ | استقلال | ایالت آسام، هندوستان |
|                    |                |       | یکه ؟'  |                      |

### جام استقلال قطر ۱۹۹۱
| ۱۸ شهریور ۱۳۷۰ بازی اول | استقلال                     | ۵ – ۱ | الطیران مصر | دوحه، قطر |
|                         | سرخاب · نامجومطلق · حسن‌زاده |       |             |           |

| ۲۰ شهریور ۱۳۷۰ بازی دوم | استقلال                  | ۲ – ۰ | الظفار عمان | دوحه، قطر |
|                         | قلعه‌نویی ۱۰' · سرخاب ۶۵' |       |             |           |

| ۲۲ شهریور ۱۳۷۰ بازی سوم | استقلال                                        | ۵ – ۱ | الشمال قطر | دوحه، قطر |
|                         | قلعه‌نویی ۷'، ۲۵' · سرخاب ۴۶'، ۷۵' · نعلچگر ۸۷' |       |            |           |

| ۲۴ شهریور ۱۳۷۰ بازی چهارم | استقلال | ۱ – ۰ | الوکره قطر | دوحه، قطر |
|                           | سرخاب   |       |            |           |

| ۲۶ شهریور ۱۳۷۰ نیمه‌نهایی | استقلال | ۱ – ۰ | الترسانه مصر | دوحه، قطر |
|                          | سرخاب   |       |              |           |

| ۲۸ شهریور ۱۳۷۰ فینال                                        | استقلال      | ۱ – ۱ (۴ – ۳ پنالتی)  | الوکره قطر | دوحه، قطر |
|                                                             | چنگیز        |                       |            |           |
|                                                             | ضربات پنالتی |                       |            |           |
| سرخاب · ورمزیار · نامجومطلق · مرفاوی · فنونی‌زاده · مختاری‌فر |              | ؟ · ؟ · ؟ · ؟ · ؟ · ؟ |            |           |

### جام خداحافظی جمعه مبارک ۱۹۹۳
| ۲۱ شهریور ۱۳۷۲ مرحله گروهی | نادی الکویت | ۱ – ۰ | استقلال | کویت                          |
|                            | زیدان ۳۵'   |       |         | ورزشگاه: استادیوم نادی الکویت |

| ۲۳ شهریور ۱۳۷۲ مرحله گروهی | الاسماعیلی مصر | ۳ – ۱ | استقلال     | کویت                          |
|                            |                |       | مهرانپور ؟' | ورزشگاه: استادیوم نادی الکویت |

| ۲۵ شهریور ۱۳۷۲ مرحله گروهی | السالمیه الکویت | ۰ – ۱ | استقلال   | کویت                          |
|                            |                 |       | عالمی ۷۵' | ورزشگاه: استادیوم نادی الکویت |

### جام وحدت امارات ۱۹۹۴
| ۶ آبان ۱۳۷۳ ۱ | استقلال | ۰–۱ | الاهلی امارات | امارات |

| ۸ آبان ۱۳۷۳ ۲ | استقلال | ۰–۱ | النصر امارات | امارات |

| ۱۰ آبان ۱۳۷۳ ۳ | استقلال | ۲–۲ | تیم ملی امید ایران | امارات |
|                | اکبریان |     |                    |        |

### جام نقش جهان اصفهان ۱۹۹۶
منبع
| ۱۳ اردیبهشت ۱۳۷۵ ۱ | ذوب‌آهن اصفهان | ۱ – ۱ | استقلال       | اصفهان                                          |
|                    | جمشیدیان ۴۷'  |       | پرورشخواه ۲۷' | ورزشگاه: ۲۲ بهمن اصفهان داور: علی نقی مصطفی‌نژاد |

| ۱۵ اردیبهشت ۱۳۷۵ ۲ | پلی‌اکریل اصفهان | ۰ – ۱ | استقلال                                     | اصفهان                                    |
|                    |                 |       | سرخاب ۵۱' · فکری '۸۸ · زرینچه · تقوی · نوری | ورزشگاه: ۲۲ بهمن اصفهان داور: احمد ابهران |

| ۱۷ اردیبهشت ۱۳۷۵ ۳ | استقلال                   | ۲ – ۱ | توران ترکمنستان  | اصفهان                                   |
|                    | مهرانپور ۱۷' · حامی‌فر ۲۵' |       | قربان دوردیف ۲۷' | ورزشگاه: ۲۲ بهمن اصفهان داور: محمد فنایی |

| ۲۰ اردیبهشت ۱۳۷۵ نیمه نهایی | سپاهان اصفهان | ۱ – ۰ | استقلال  | اصفهان                                    |
|                             | لووینیان ۳۳'  |       | پاشازاده | ورزشگاه: ۲۲ بهمن اصفهان داور: احمد ابهران |

| ۲۱ اردیبهشت ۱۳۷۵ رده‌بندی            | پلی‌اکریل اصفهان | ۱ – ۱ (۴ – ۳ پنالتی)                             | استقلال                | اصفهان                                   |
|                                     | اعتصامی ۱'      |                                                  | سهرابی ۷' · خرمگاه '۷۰ | ورزشگاه: ۲۲ بهمن اصفهان داور: محمد فنایی |
|                                     | ضربات پنالتی    |                                                  |                        |                                          |
| مومنی · پطروسیان · شیرزادی · مظاهری |                 | اختر · ذوالمجیدیان · پاشازاده · پرورشخواه · امری |                        |                                          |

### جام صداقت امارات ۱۹۹۷
منبع
| ۳ اردیبهشت ۱۳۷۶ ۱ | استقلال              | ۳ – ۱ | الهلال سودان  | دبی، امارات               |
|                   | مرفاوی ۳۵'، ۵۴'، ۸۷' |       | محمد احمد ۴۹' | ورزشگاه: ورزشگاه آل مکتوم |

| ۵ اردیبهشت ۱۳۷۶ ۲ | استقلال    | ۱ – ۲ | المنصوره مصر                 | دبی، امارات               |
|                   | مرفاوی ۳۴' |       | ایمن محب ۳' · یاسر تحسین ۴۷' | ورزشگاه: ورزشگاه آل مکتوم |

| ۷ اردیبهشت ۱۳۷۶ ۳ | استقلال                                      | ۴ – ۳ | الاهلی امارات                                    | دبی، امارات               |
|                   | اکبریان ۷'، ۸۵'، ۹۰' · حجازی ۸' · ورمزیار '؟ |       | خالد ساران ۳۰' · سعید معطوف ۵۵' · خالد سادات ۸۶' | ورزشگاه: ورزشگاه آل مکتوم |

### جام خزر ۱۹۹۷
منبع
| ۲۵ تیر ۱۳۷۶ بازی اول | استقلال | ۰ – ۱ | کپز گنجه         | رشت                                |
|                      | زرینچه  | گزارش | عاشیق جباروف ۶۰' | ورزشگاه: عضدی رشت داور: مسعود فلاح |

| ۲۷ تیر ۱۳۷۶ بازی دوم | استقلال                                              | ۵ – ۱ | چوکا تالش      | رشت                                |
|                      | مرفاوی ۲'، ۶۲' (پنالتی)، ۶۷' · گروسی ۲۹'، ۴۱' · نوری | گزارش | حاج‌علیزاده ۵۳' | ورزشگاه: عضدی رشت داور: محمد فنایی |

| ۲۹ تیر ۱۳۷۶ بازی سوم | استقلال         | ۰ – ۰ | سپیدرود رشت | رشت                                    |
|                      | یحیوی کعبیانپور |       |             | ورزشگاه: عضدی رشت داور: علیرضا صادقی‌جو |

| ۱ مرداد ۱۳۷۶ بازی نیمه‌نهایی | استقلال                            | ۲ – ۱ | استقلال رشت             | رشت                                |
|                             | مرفاوی ۴۳' (پنالتی) · مهرانپور ۷۸' |       | حسین پاکدل ۶۹' (پنالتی) | ورزشگاه: عضدی رشت داور: محمد فنایی |

| ۳ مرداد ۱۳۷۶ بازی فینال | استقلال        | ۲ – ۰ | چوکا تالش    | رشت                                |
|                         | مجیدی ۴۱'، ۸۱' | گزارش | فیضی‌مقدم '۲۲ | ورزشگاه: عضدی رشت داور: مسعود فلاح |

### جام پرچم ترکمنستان ۱۹۹۸
منابع
| ۲۲ بهمن ۱۳۷۶ بازی اول | استقلال                               | ۳ – ۱ | آرارات ایروان | عشق‌آباد، ترکمنستان     |
|                       | گروسی ۷۵' · پاشازاده ۸۰' · مرفاوی ۹۰' | گزارش | ؟ ۴۳'         | ورزشگاه: مرکزی عشق‌آباد |

| ۲۴ بهمن ۱۳۷۶ بازی دوم | استقلال  | ۱ – ۰ | سه چیان لیائونینگ چین | عشق‌آباد، ترکمنستان     |
|                       | اختر ۲۲' | گزارش |                       | ورزشگاه: مرکزی عشق‌آباد |

#invoke:Football box collapsible
الگو:Footballbox collapsible
الگو:Footballbox collapsible

### چهار جانبه مشهد ۲۰۰۱
الگو:اصلی
منبعالگو:Footballbox collapsibleالگو:Footballbox collapsible

### جام دوستی عربستان ۲۰۰۲
الگو:اصلیمنبعالگو:Footballbox collapsibleالگو:Footballbox collapsibleالگو:Footballbox collapsible
الگو:Footballbox collapsible

### جام اتحادیه تهران ۲۰۰۳
الگو:اصلیمنبعالگو:Footballbox collapsible
الگو:Footballbox collapsible

### جام صلح و دوستی ۲۰۰۴
الگو:اصلیالگو:Footballbox collapsible
الگو:Footballbox collapsible
الگو:Footballbox collapsible

### جام شیخ راشد دبی ۲۰۰۴
الگو:Footballbox collapsible
الگو:Footballbox collapsible
پس از انجام بازی دوم به دلیل فوت امیر امارات بازیها تعطیل شد و استقلال به ایران بازگشت.

### جام ولایت ۲۰۱۱
الگو:اصلیالگو:Football box collapsibleالگو:Football box collapsible

## بازی‌های دوستانه
منبع

### ۴۹–۱۳۲۰
الگو:Footballbox collapsible
الگو:Footballbox collapsible
الگو:Footballbox collapsible
الگو:Footballbox collapsibleالگو:Footballbox collapsible
الگو:Footballbox collapsibleالگو:Footballbox collapsibleالگو:Footballbox collapsibleالگو:Footballbox collapsibleالگو:Footballbox collapsibleالگو:Footballbox collapsibleالگو:Footballbox collapsibleالگو:Footballbox collapsible
الگو:Footballbox collapsible

الگو:Footballbox collapsible
الگو:Footballbox collapsible
الگو:Footballbox collapsible
الگو:Footballbox collapsible
الگو:Footballbox collapsible
الگو:Footballbox collapsible
الگو:Footballbox collapsibleالگو:Footballbox collapsibleالگو:Footballbox collapsibleالگو:Footballbox collapsibleالگو:Footballbox collapsible
الگو:Footballbox collapsibleالگو:Footballbox collapsibleالگو:Footballbox collapsibleالگو:Footballbox collapsible
الگو:Footballbox collapsibleالگو:Footballbox collapsible
الگو:Footballbox collapsibleالگو:Footballbox collapsible
الگو:Footballbox collapsible
الگو:Footballbox collapsible
الگو:Footballbox collapsible
الگو:Footballbox collapsible
الگو:Footballbox collapsible
الگو:Footballbox collapsible
الگو:Footballbox collapsible
الگو:Footballbox collapsible

الگو:Footballbox collapsible
الگو:Footballbox collapsible

### ۷۹–۱۳۵۰
الگو:Footballbox collapsibleالگو:Footballbox collapsibleالگو:Footballbox collapsible
الگو:Footballbox collapsible
الگو:Footballbox collapsible
الگو:Footballbox collapsible
الگو:Footballbox collapsible
الگو:Footballbox collapsible
الگو:Footballbox collapsible
الگو:Footballbox collapsible
الگو:Footballbox collapsible
الگو:Footballbox collapsible
الگو:Footballbox collapsible
الگو:Footballbox collapsible
الگو:Footballbox collapsible
الگو:Footballbox collapsible
الگو:Footballbox collapsible
الگو:Footballbox collapsible
الگو:Footballbox collapsibleالگو:Footballbox collapsible
الگو:Footballbox collapsibleالگو:Footballbox collapsibleالگو:Footballbox collapsibleالگو:Footballbox collapsible
الگو:Footballbox collapsibleالگو:Footballbox collapsibleالگو:Footballbox collapsible
الگو:Footballbox collapsible

### اکنون–۱۳۸۰
الگو:Footballbox collapsible
الگو:Footballbox collapsible
الگو:Footballbox collapsible
الگو:Footballbox collapsibleالگو:Footballbox collapsibleالگو:Footballbox collapsible
الگو:Footballbox collapsible
الگو:Footballbox collapsibleالگو:Footballbox collapsibleالگو:Footballbox collapsibleالگو:Footballbox collapsible
الگو:Footballbox collapsible
الگو:Footballbox collapsible
الگو:Footballbox collapsible
الگو:Footballbox collapsible
الگو:Footballbox collapsibleالگو:Footballbox collapsibleالگو:Footballbox collapsible
الگو:Footballbox collapsibleالگو:Footballbox collapsible
الگو:Footballbox collapsibleالگو:Footballbox collapsible
الگو:Footballbox collapsibleالگو:Footballbox collapsible
الگو:Footballbox collapsible
الگو:Footballbox collapsible
الگو:Footballbox collapsibleالگو:Footballbox collapsibleالگو:Footballbox collapsibleالگو:Footballbox collapsibleالگو:Footballbox collapsibleالگو:Footballbox collapsibleالگو:Footballbox collapsibleالگو:Footballbox collapsible
الگو:Footballbox collapsible